# Hubert Lyautey
« Lyautey » redirige ici. Pour les autres significations, voir Lyautey (homonymie).
Vous pouvez aider à l'améliorer ou bien discuter des problèmes sur sa page de discussion.
- Il ne cite pas suffisamment ses sources. Vous pouvez indiquer les passages à sourcer avec {{référence nécessaire}} ou {{Référence souhaitée}}, et inclure les références utiles en les liant aux notes de bas de page. (Marqué depuis mars 2024)
- Il provient essentiellement de <lien absent>, ou recopie cette source, en partie ou en totalité. Cette source est libre de droits, mais elle peut être trop ancienne ou peu objective. Améliorez la pertinence et la neutralité de l’article à l'aide de sources plus récentes. (Marqué depuis mars 2024)

- Archive Wikiwix
- Bing
- Cairn
- DuckDuckGo
- E. Universalis
- Gallica
- Google
- G. Books
- G. News
- G. Scholar
- Persée
- Qwant
- (zh) Baidu
- (ru) Yandex
- (wd) trouver des œuvres sur Wikidata

Hubert Lyautey, né le 17 novembre 1854 à Nancy (Meurthe) et mort le 27 juillet 1934 à Thorey (Meurthe-et-Moselle), est un général, maréchal de France et membre de l’Académie française. Sa notoriété reste liée à son action politique et militaire qui impose le modèle de colonisation « à la française » et l'institution d'un protectorat au Maroc.
Officier de cavalerie pendant les guerres coloniales, il sert notamment sous les ordres de Joseph Gallieni au Tonkin (1894-1897) et à Madagascar (1897-1902). Il y pratique une « politique d’alliance ». Il va l'appliquer par la suite. Au grade de général, il sert en Algérie (1903-1910). Il est chargé de la pacification de la région frontalière algéro-marocaine. Après le traité de Fès de mars 1912, il devient le premier résident général du protectorat français au Maroc. Il met en œuvre une politique de collaboration avec les élites religieuses et civiles. Grand-croix de la Légion d’honneur en 1913, il est élevé à la dignité de maréchal de France en 1921. En désaccord avec le cartel des gauches à propos de la guerre du Rif, il quitte ses fonctions en 1925.
De 1927 à 1931, il organise l'exposition coloniale internationale de Vincennes.
Il est ministre de la Guerre lors de la Première Guerre mondiale, de décembre 1916 à mars 1917. Académicien, élu en 1912 et reçu en 1920, il est aussi président d'honneur des trois fédérations des Scouts de France.

## Biographie

### Famille Lyautey

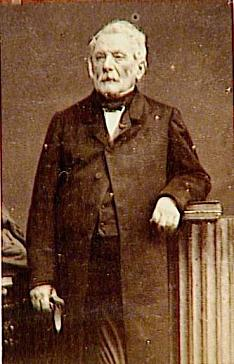
Hubert Joseph Lyautey, mort en 1867.

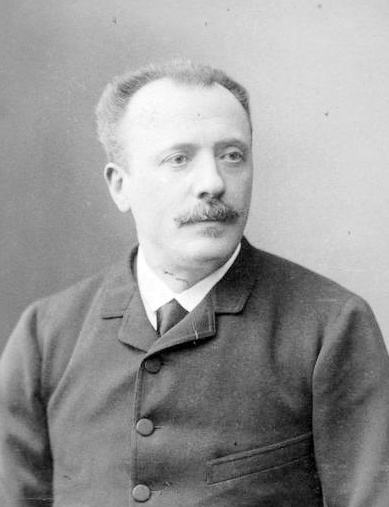
Albert de Mun, 1841-1914.

Louis Hubert Gonzalve Lyautey est issu d'une famille d'origine franc-comtoise, de la commune de Vellefaux, et qui s'est illustrée lors des campagnes du Premier Empire. Par sa mère, il descend des Grimoult de Villemotte, famille de la noblesse normande originaire du bocage virois et venue s'installer à Crévic en Meurthe-et-Moselle. Il a hérité d'une grande maison de maître, connue sous le nom de château de Crévic. Les Allemands, au début de la guerre, vont incendier sa maison pour se venger de son rôle au Maroc.
La famille Lyautey compte de nombreux officiers. Son arrière-grand-père, Pierre Lyautey, était ordonnateur en chef des armées de Napoléon. Il a eu quatre fils : Just, capitaine, mort au combat ; Antoine Nicolas, général de brigade d'artillerie ; Charles René, intendant général, et Hubert Joseph Lyautey, général de division d'artillerie et sénateur du second Empire (grand-père d'Hubert Lyautey). Hubert-Joseph Lyautey a eu pour fils Just Lyautey (père d'Hubert Lyautey), polytechnicien et ingénieur des Ponts et Chaussées.
Hubert Lyautey avait un frère, Raoul Aimé Lyautey (29 juillet 1856-15 mars 1935), également militaire. Elève de l'École spéciale militaire de Saint-Cyr puis de l'École de cavalerie de Saumur et de l'École de guerre, officier de cavalerie, il servit dans les chasseurs à cheval et les hussards et acheva sa carrière comme colonel de cuirassiers. Il fit une carrière exclusivement métropolitaine, dans l'est de la France. Il a participé à sa première campagne en 1914-1919. Il était commandeur de la Légion d'honneur et titulaire de la croix de guerre, de la croix du combattant, de la médaille commémorative de la guerre de 1914 et de la médaille interallié. Il était domicilié à Nancy. Il est le père de l'écrivain Pierre Lyautey (1893-1976).

### Une éducation militaire
Hubert Lyautey naît le 17 novembre 1854 au 10 rue Girardet à Nancy, de Just Lyautey (1821-1893) et de Laurence Grimoult de Villemotte (1832-1890). En mai 1856, à l'âge de dix-huit mois, il fait une chute du balcon du premier étage de l'hôtel de la Reine à Nancy, maison de sa famille maternelle. Une blessure à la tête détourne l'attention, on s'aperçoit quatre ans plus tard que la colonne vertébrale est atteinte. Soigné par le chirurgien Velpeau, Hubert Lyautey doit rester alité deux ans. Il subira plusieurs interventions chirurgicales, portera des béquilles et un corset de fer garni de cuir pendant dix ans. Il restera souvent alité, et se met à la lecture. — l'hypothèse a été émise que l'atteinte de la colonne vertébrale n'était pas directement la conséquence de l'accident mais un mal de Pott —. Il lit des livres d'histoire : l'épopée napoléonienne, des récits d'explorateurs, de voyageurs et de missionnaires. Dans le même temps, il subit l'influence de sa tante Berthe, fervente catholique et royaliste.
En mars 1868, Just Lyautey, muté à Dijon, place son fils Hubert au lycée de cette ville. Il y passe le baccalauréat en 1872. Muté à Versailles, son père l'inscrit au lycée Sainte Geneviève, tenu par des jésuites, et situé à Paris dans le 5e arrondissement. Il y prépare le concours d'entrée à l'École polytechnique pour devenir ingénieur. Marqué par la défaite française de 1870 et l'invasion prussienne — qu'il a vue de près à Dijon — en octobre 1873, Lyautey intégre l'École spéciale militaire de Saint-Cyr, promotion archiduc Albert (1873-1875). Ses résultats sont excellents. Lyautey y nourrit sa réflexion de rêves de grandeur et d'une profonde recherche spirituelle. Il rencontre Prosper Keller, Olivier de Fremond, Antonin de Margerie et Albert de Mun. Sorti de l'école, il mène à Paris la vie mondaine d'un jeune officier. En pleine quête spirituelle, Lyautey est séduit par le catholicisme social d'Albert de Mun.
Albert de Mun est l'initiateur d'un mouvement de pensée qui s'oppose aux excès du libéralisme mais refuse les solutions révolutionnaires. Il a créé, en 1871, l'Œuvre des cercles catholiques d'ouvriers. Elle doit défendre les intérêts matériels et moraux des ouvriers, et éviter des épisodes comme la Commune de Paris. Il correspondra jusqu'à sa mort avec Lyautey.
La France est devenue républicaine et anticléricale. Monarchiste de raison, légitimiste par romantisme, Lyautey ne cache pas ses opinions catholiques et royalistes. D'après Edward Berenson, il aurait envisagé la vocation religieuse ; il fait deux retraites au monastère de la Grande Chartreuse.

### Débuts de carrière
En 1875, classé 29e sur 281, il sort de Saint-Cyr. En janvier 1876, il est admis à l'École d'application d'État-major, de Paris. Deux ans plus tard, il est lieutenant. A l'occasion d'un congé, il part deux mois en Algérie avec ses camarades de promotion Prosper Keller et Louis Silhol.
De retour en France, il est affecté au 2e régiment de hussards en juin 1880. Il est transféré en Algérie à la fin de l'année. Il y passe deux ans, d'abord à Orléansville, puis à Alger. Il critique la politique coloniale française et prône un « système plus civilisé et plus humain ».[réf. souhaitée]
En 1882, promu capitaine, il est muté au 4e régiment de chasseurs à cheval à Bruyères, dans les Vosges. Il est envoyé en Italie pour rédiger un rapport sur la cavalerie de ce pays. En route vers Rome, il fait un détour par Göritz en Autriche, lieu de l'exil du comte de Chambord. Celui-ci, averti des rumeurs de prochain ralliement du Pape à la République, charge Lyautey d'une mission auprès de Léon XIII. Il est reçu en audience le 18 mars 1883. Pour lui, l'opinion du pape est déjà faite.
À l'occasion d'une revue militaire, Lyautey rencontre le général L'Hotte, inspecteur de la cavalerie en résidence à Tours et ancien écuyer en chef du Cadre noir. L'Hotte le choisit comme aide de camp. Il passera quatre années auprès de lui, voyagera à travers la France et ses villes de garnison, et s'initiera à la tactique militaire, alors en phase de renouvellement.

À cette époque, Lyautey est gagné par un scepticisme religieux. Ses années en garnison, son retour au contact de la troupe, son affectation, en 1887, au 4e régiment de chasseurs à cheval (basé à Saint-Germain-en-Laye), ont fait mûrir ses idées novatrices sur la fonction de l'armée. Au 1er escadron qu'il commande, avec l'accord de son chef de corps, le colonel Donop, il décide de créer un réfectoire, (jusque-là, les soldats n'avaient aucun endroit pour manger), un foyer pour les soldats, avec bibliothèque, billard et jeux, des cours pour les illettrés, et une commission consultative pour permettre aux soldats de donner leur avis.

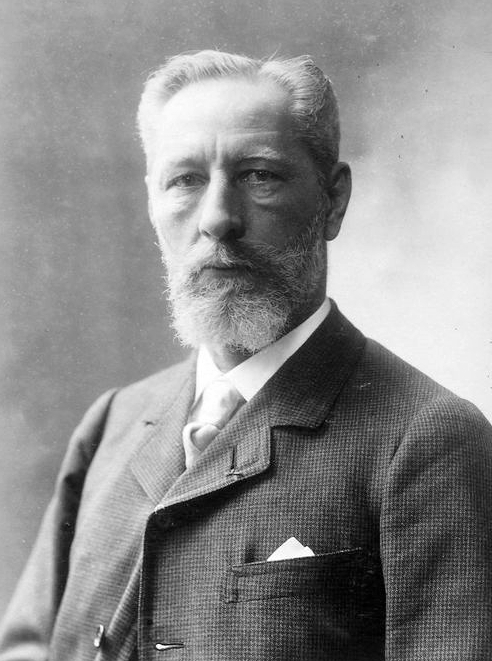
Eugène-Melchior de Vogüé

Ces nouveauté font de son 1er escadron un modèle. Proche de Paris, il a des contacts avec le milieu intellectuel. Lyautey rencontre François Coppée, José-Maria de Heredia, Henri de Régnier, Ferdinand Brunetière, Paul Desjardins, Paul-Gabriel d'Haussonville... Le diplomate et écrivain Eugène-Melchior de Vogüé est séduit par sa conception de l'armée nouvelle, par ses réformes ; il jouera un rôle clé auprès de lui, comme autrefois Albert de Mun. Vogüé lui demande en 1891 d'écrire un article pour la célèbre Revue des deux Mondes. Ce sera Du rôle social de l'officier dans le service militaire universel, réédité ensuite sous le titre le Rôle social de l'officier.
Les règlements en vigueur imposent une autorisation : il ne l'a pas réclamée. Le texte n'est pas signé. Mais son auteur est vite connu. Un débat se crée sur l'action éducatrice de l'armée au-delà de sa fonction purement militaire. Lyautey veut dépasser les rapports de classes. Il voit le service militaire universel comme l'unique moyen de former la jeunesse sur une base égalitaire. Le battage autour de cet article fondateur fait affluer de toute la France des lettres d'encouragement et des dons. André Le Révérend note qu'avec les sommes reçues, Lyautey a pu acheter 133 000 livres pour les bibliothèques de soldats qui se créent dans les régiments.
Les amis de Vogüé décident la même année de créer une association pour promouvoir leurs idées : « l'Union pour l'action morale », fondée le 11 janvier 1892. Elle est présidée par Desjardins. Lyautey est un des quinze membres fondateurs. Il fait la connaissance de jeunes gens de son âge, qui feront des carrières brillantes et seront ses amis : outre Desjardins, Henry Bérenger, Max Leclerc, l'éditeur, Victor Bérard, helléniste, Arthur Fontaine, Henri Lorain, l'homme des Semaines sociales, Jean, André et Max Lazard. Deux d'entre eux, Arthur Fontaine et Max Lazard, seront parmi les pères fondateurs de l'Organisation internationale du Travail.

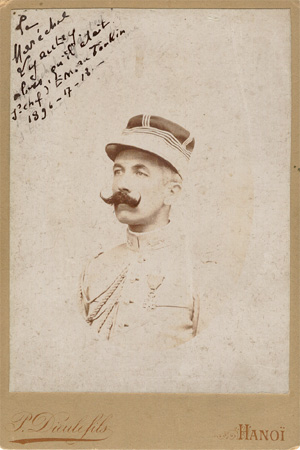
Lyautey au Tonkin en 1896

Lyautey est nommé chef d'escadron au printemps 1893. Il est affecté au 12e hussards, à Gray. A l'automne, il est à l'état-major de la 7e division de cavalerie. En août 1894, le général de Boisdeffre veut l'éloigner des remous causés par son article et l'envoie en Indochine.
Dès les escales de Suez et de Singapour, il remarque l'activité des troupes anglaises, et l'état d'esprit de leurs officiers. À Saïgon, il est reçu par le gouverneur général Lanessan. Ce dernier lui explique qu'il ne faut pas détruire les cadres du pays conquis mais gouverner avec le mandarin, non contre le mandarin ; qu'il faut respecter les traditions et se rallier les élites. Il esquisse pour Lyautey tout un pan de la doctrine que ce dernier appliquera au Maroc.
Lyautey rejoint l'état-major du corps d'occupation à Hanoï, au Tonkin. Il y fait une autre rencontre décisive : Gallieni. Après vingt ans dans les colonies, Gallieni lui expose sa doctrine : « la conquête civilisatrice ». Pour lui, le succès militaire est nécessaire, mais il n'est rien sans un travail simultané d'organisation : routes, télégraphe, marchés, cultures. La pacification avance comme une tache d'huile, comme une grande bande de civilisation. Lyautey le suit en campagne et le voit pacifier des régions frontalières, construire des villes.
Nommé Gouverneur général par le gouvernement, Gallieni part pour Madagascar où la situation est mauvaise. En 1896, il rend à Armand Rousseau, gouverneur du Tonkin, un rapport issu de son expérience : il assigne à tout officier colonial un triple rôle : diplomatique, politique et militaire.

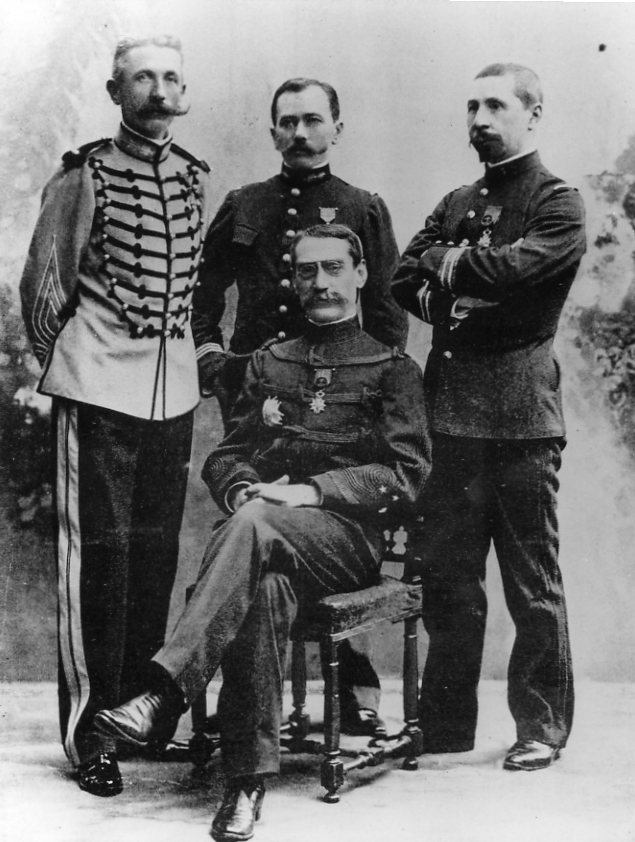
Gallieni et son état-major à Madagascar en 1900 (Lyautey debout à gauche)

Gallieni fait appel à Lyautey qui arrive à Tananarive en mars 1897. Sa première mission est de pacifier la zone dissidente du nord. Gallieni lui laisse carte blanche. Il construit des routes, crée des villes (sa passion d'enfance) comme Ankazobe, épargne un chef rebelle. A chaque permission, il compare ses cinq ans de proconsulat avec la situation en France : le scandale de l'affaire Dreyfus s'étend. Guillaume Jobin dira qu'il est un des rares officiers d'état-major dreyfusards, Maurois le juge plutôt « écartelé ».
En décembre 1899, lors d'une de ces permissions, il donne une conférence sur le thème de la politique coloniale. Elle paraît dans la Revue des Deux Mondes sous le titre Du rôle colonial de l'armée. Il insiste sur l'importance d'une bonne administration des territoires conquis.
En 1900, Lyautey est nommé colonel, Gallieni lui confie le commandement de la province du sud, avec mission de la pacifier. Sa campagne durera deux ans. Sa tâche accomplie, il rentre en France début 1902 et prend le commandement du 14e hussards, basé à Alençon.
Il ronge son frein. A l'été 1903, il est invité chez son ami Jules Charles-Roux. Il y rencontre le gouverneur général de l'Algérie, Charles Jonnart. Ce dernier lui parle de l'insécurité qui règne à la frontière algéro-marocaine : des tribus dissidentes y lancent des razzias en Algérie et retournent se mettre à l'abri au Maroc. À sa demande, Lyautey lui expose les méthodes utilisées à Madagascar. Jonnart approuve. Lyautey se lie d'amitié avec Eugène Étienne, député d'Oran, franc-maçon et plusieurs fois ministre. Peu après, de nouvelles attaques meurtrières ont lieu en Algérie, le poste d'Aïn Sefra est menacé. En septembre, Lyautey est nommé en Algérie, à la demande du gouverneur général.
Installé à Aïn Sefra, promu général de brigade, il réclame d'avoir sous ses ordres des services qui lui échappent : l'artillerie, les convois, l'intendance. Il réclame aussi et obtient le droit de correspondre directement avec le ministre en cas d'urgence, sans passer par la hiérarchie.
Au cours de l'hiver 1903-1904, il découvre les traditions berbères et les décors du bled, à Figuig et ailleurs. Il installe un camp au Maroc à Berguent (Aïn Beni Mathar). Les Affaires étrangères sont furieuses. Paris n'admet pas qu'il ait franchi la frontière, et, le 30 juillet 1904, lui ordonne de se replier. Il demande un sursis à exécution car il a promis aux tribus locales de les protéger. Il met sa démission dans la balance. Sur fond de crise ministérielle, Jonnart finit par faire admettre la solution proposée par Lyautey : ajouter à ses forces un détachement marocain pour sauver la face vis-à-vis des grandes puissances.
La conférence d'Algésiras n'accorde à la France que des droits limités au Maroc. Lyautey est nommé à la tête de la division d'Oran en 1907. Sur ordre de Paris, il occupe Oujda, réprime un soulèvement des Beni Snassen et pacifie la zone frontière. Début 1908, les tribus se sont soulevées au Maroc à l'instigation de Moulay Hafid. Le général d'Amade est bloqué à Casablanca. Clemenceau envoie Lyautey en mission sur place. À son retour, ce dernier plaide la cause de d'Amade devant Clemenceau : il lui a conseillé d'attendre avant de procéder à l'évacuation de Settat qui lui était ordonnée. Il explique l'importance de cette position. Clemenceau comprend et annule l'ordre:103-107. Lyautey est rappelé fin 1910, pour prendre le commandement du corps d'armée de Rennes.

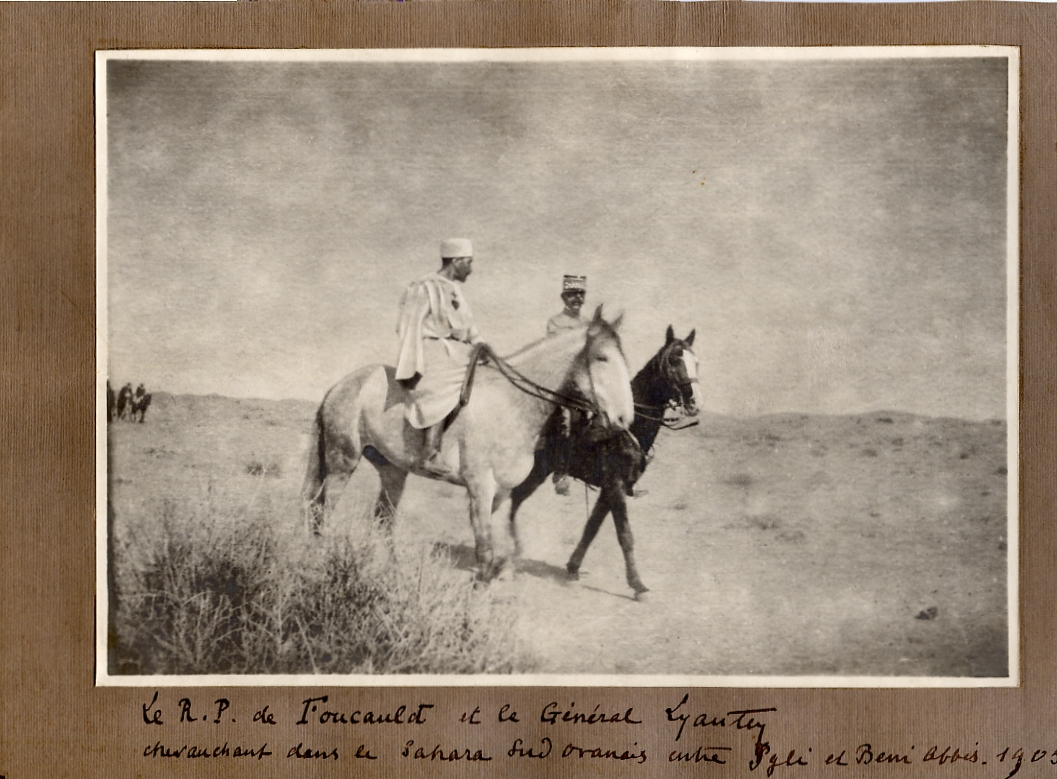
Lyautey et Foucauld près de Beni Abbès (1905)

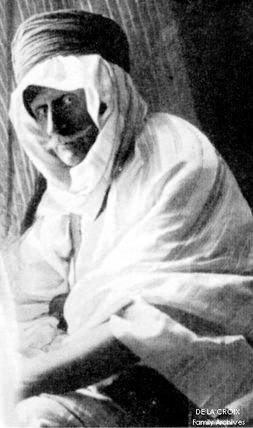
Henry de Castries à l'époque où il cartographie le Maroc

En Algérie, il a rencontré Charles de Foucauld et Isabelle Eberhardt, qui fut sa médiatrice auprès des tribus arabes. Il appréciait son non-conformisme et sa liberté d'esprit. Il est ému par sa disparition prématurée le 21 octobre 1904 à la suite d'une crue. Il fera en sorte que sa dépouille et ses manuscrits soient retrouvés dans sa maison d'Aïn Sefra. Il avait connu Charles de Foucauld jeune officier, lors de son premier séjour en Algérie. Il l'a reçu à Aïn Sefra, est allé le voir à Béni Abbès. En Algérie, il a rencontré Henry de Castries, explorateur et géographe, qui avait cartographié les confins du Maroc et commencé à écrire sur l'histoire du pays. Lyautey l'a fait nommer colonel dans la territoriale, affecté en 1910 à Tanger, avec mission de continuer ses recherches.

### Résident général au Maroc (1912-1916)

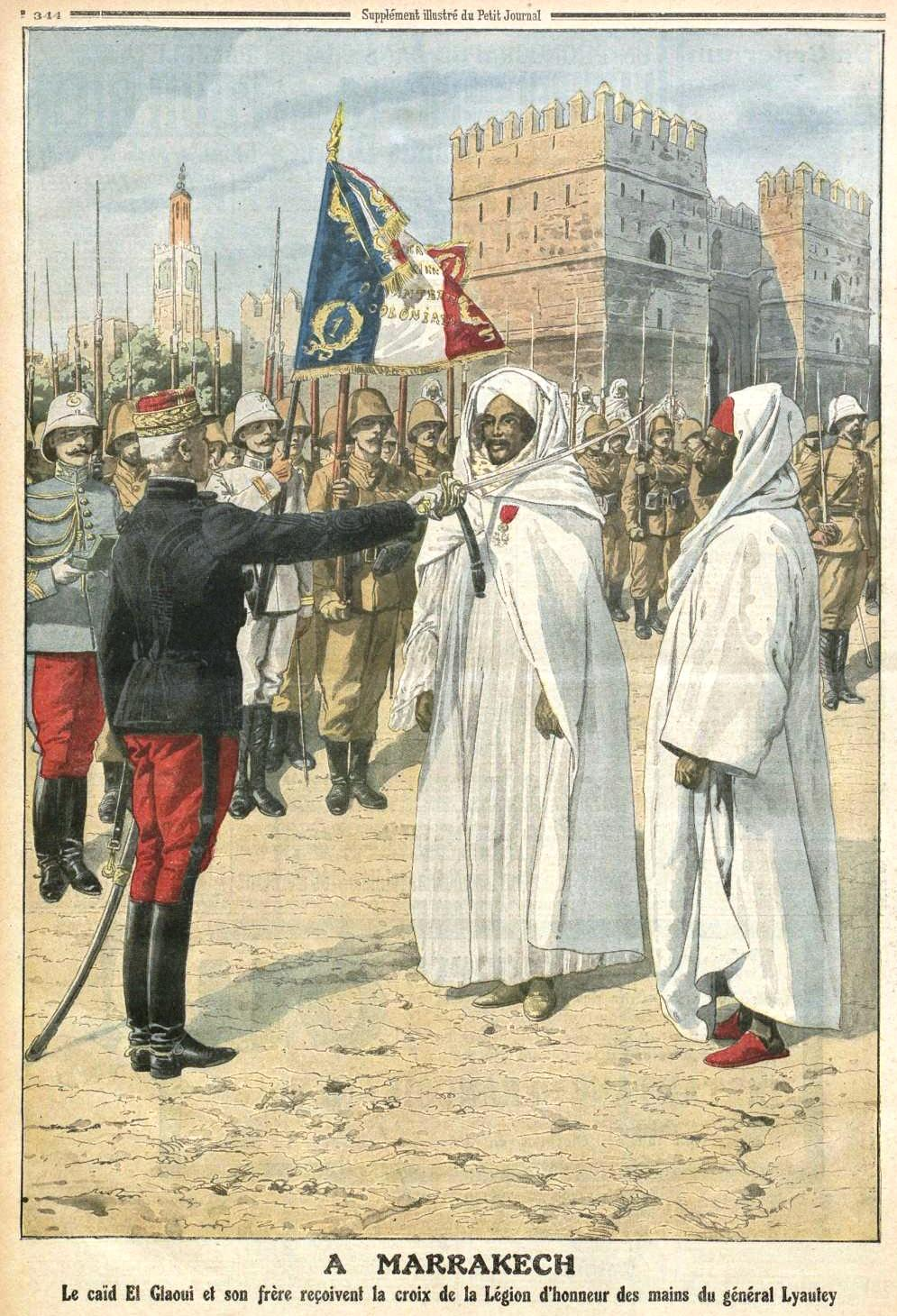
Lyautey décorant Madani El Glaoui (octobre 1912).

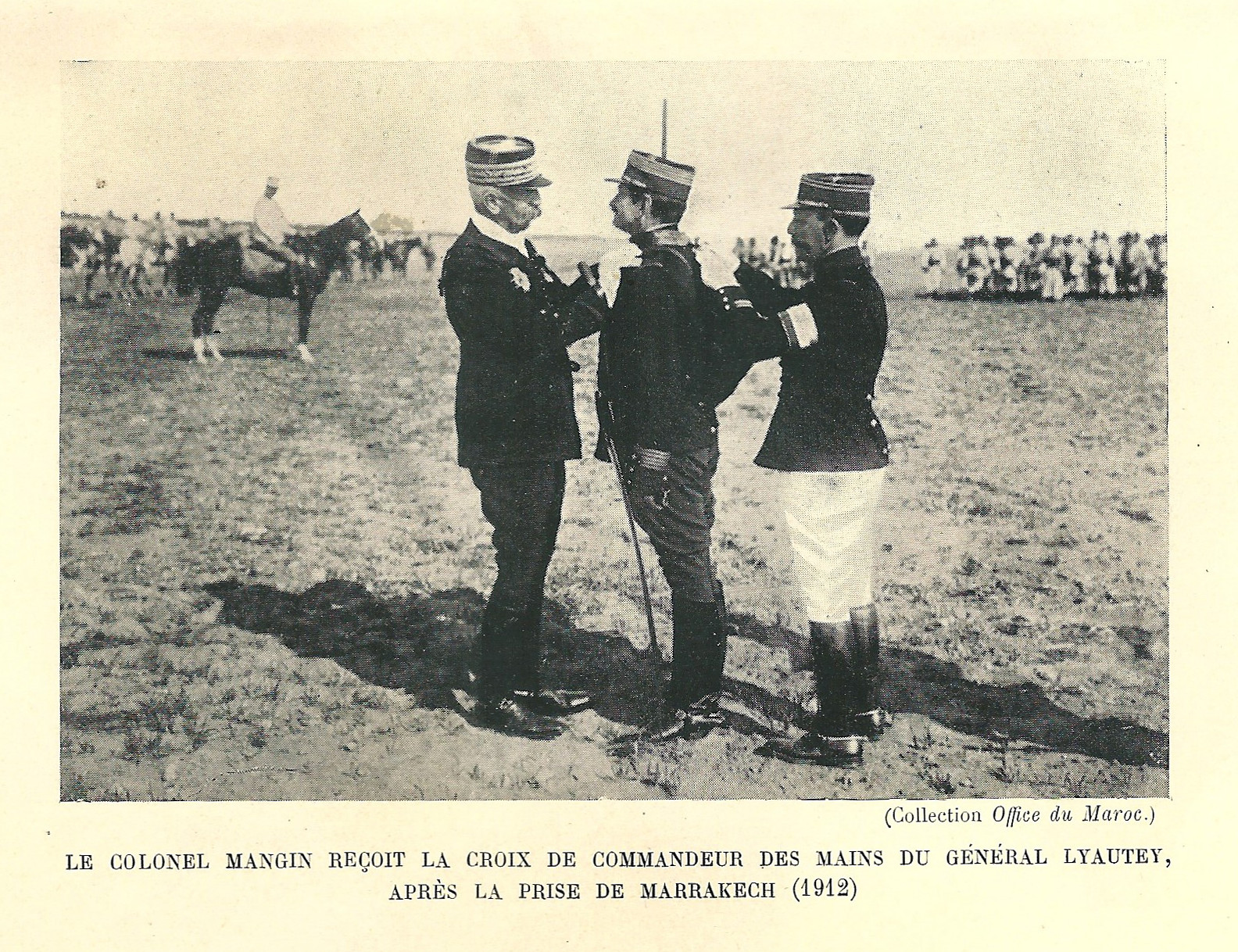
Mangin décoré par Lyautey en 1912.

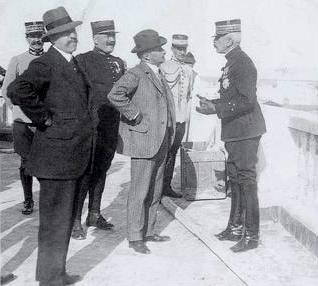
Lyautey avec Paul Deschanel, président de la Chambre des députés française (Casablanca, 1914).

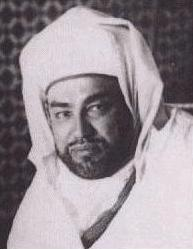
Le sultan Moulay Youssef, père de Mohammed V.

Lyautey reste à Rennes jusqu'en 1912. Il suit les cours du Centre des hautes études militaires, et participe à des manœuvres avec Joffre.
En novembre 1911, à la suite du coup d'Agadir, Joseph Caillaux et Jules Cambon négocient un accord avec l'Allemagne, ratifié en janvier 1912. Il est urgent d'établir le protectorat. Les tribus se sont soulevées quand le sultan Moulay Hafid a confié le poste de grand vizir à Si Madani El Glaoui  chef de la tribu des Glaoua. Ce dernier a été destitué en 1911 mais la révolte continue, sans pouvoir être contenue par les troupes françaises
En mars 1912, le ministre de France à Tanger, Eugène Regnault était pressenti pour être le premier Résident. Il fait signer au sultan Moulay Hafid un traité de protectorat. Ce traité reconnaît la souveraineté du Sultan, mais sans avoir l'initiative des lois, gardant le droit de s'y opposer en refusant de signer les dahirs. En échange, la France le protège. Le maintien de l'ordre, la défense, les finances, les relations extérieures ne sont pas de son ressort. En avril 1912, des troupes marocaines à Fès se révoltent. Le gouvernement français envisage alors un résident militaire, plutôt qu'un civil. Le choix se porte sur Lyautey. Par un décret du 28 avril 1912, il devient le premier résident général de France au Maroc.

#### Pacification
Il débarque le 13 mai à Casablanca en compagnie de sa nouvelle recrue, Henry de Castries, et est accueilli par le colonel Gouraud. Il part pour Fès où il doit se présenter au sultan. En cours de route, il rencontre l'architecte et aquarelliste, Maurice Tranchant de Lunel et l'embauche comme directeur des Antiquités, Beaux-Arts et Monuments historiques du Maroc. À Fès, il trouve une ville en révolution. Une attaque des tribus est imminente. Ses officiers réussissent à desserrer l'étau et à mettre en fuite les tribus. Lyautey accepte que le Sultan quitte Fès pour Rabat. A Fès, resserrée dans ses remparts et enserrée dans les montagnes, le sultan se sentait prisonnier. La nouvelle capitale du Maroc, le siège de la Résidence, devient Rabat. C'est une ville ouverte sur l'océan, verdoyante, avec de larges espaces. Ce transfert n'a pas calmé Moulay Hafid, dépressif, qui finit par abdiquer. Il est remplacé par son demi-frère, Moulay Youssef. La continuité de l'administration du Sultan est assurée par le grand vizir El Mokri, nommé en 1911, qui servira la dynastie alaouite jusqu'en 1955.
Les premiers problèmes de Lyautey sont territoriaux. Trois zones de dissidence échappent à son contrôle et menacent la stabilité du pays : à l'est, la poche de Taza qui bloque l'accès à l'Algérie et lui coûtera son poste ; au centre, la rébellion des Zaïans autour de Khénifra ; au sud, le prétendant El Hiba vient d'entrer dans Marrakech et a pris des otages français. Après avoir reçu des assurances du Glaoui, Lyautey envoie le colonel Mangin affronter les dix mille guerriers d'El Hiba le 6 septembre. Son artillerie les met en déroute. Le 1er octobre, Lyautey fait son entrée à Marrakech.
Le prétendant El Hiba, en contestant la nomination du Sultan, remettait en cause un des piliers de la politique de Lyautey : s'appuyer sur les autorités légales, obtenir leur adhésion en les respectant et les protégeant. La protection était inscrite dans le traité signé en début d'année. Quant au respect, Lyautey portait une attention méticuleuse à garder la dignité du sultan Moulay Youssef. Il écrit à Albert de Mun : « J'ai écarté soigneusement de lui toutes les promiscuités européennes, les automobiles et les dîners au champagne. Je l'ai entouré de vieux Marocains rituels. Son tempérament de bon musulman et d'honnête homme a fait le reste. Il a restauré la grande prière du vendredi, avec le cérémonial antique. Il a célébré les fêtes de l'Aïd el-Seghir avec une pompe et un respect des traditions inconnus depuis Moulay Hassan… ».
Lyautey est élu à l'Académie française le 31 octobre 1912 (Sa réception n'aura lieu qu'après la guerre). Il est fait grand-croix de la Légion d'honneur l'année suivante. Les hommes politiques français le pressent d'en finir avec les autres rébellions. Il refuse pour préserver ses hommes. Il préfère la patience et la persuasion pour obtenir le ralliement des rebelles, qui sera d'autant plus solide. Il écrit : « Ce pays-ci ne doit pas se traiter par la force seule… Je me garderais bien d'aller m'attaquer à des régions qui sont “en sommeil”, qui se mettraient en feu si j'y pénétrais, en me coûtant beaucoup de monde et de peine… Si l'opinion impatiente préfère les coups d'éclat prématurés à cette méthode plus lente, mais si sûre, on n'avait qu'à ne pas m'envoyer ici. ».
C'est le deuxième fondement de la doctrine de Lyautey. Un moyen de pacification privilégié sera l'utilisation des goums. Ils sont créés en 1908 et recrutés dans les tribus marocaines. Lyautey fixe leur statut en 1913. Ces formations militaires doivent faire le lien avec la population indigène, faciliter l'administration des tribus, voire établir des contacts avec les tribus rebelles.
Il veut créer une liaison ferroviaire avec l'Algérie. Son projet se heurte au verrou de la poche de Taza. L'armée doit sécuriser le parcours. En mai 1914, Gouraud reçoit le commandement des troupes, réussit au prix de durs combats, et fait la jonction avec les forces venues d'Algérie, que commande le général Baumgarten. En juin, le général Henrys réduit le bastion zaïan et libère Khénifra. En juillet, Gouraud est rappelé à Rabat par Lyautey : la première guerre mondiale a commencé.
Informé par Paris, Lyautey écrit : « Mais ils sont fous ! Une guerre entre Européens, c'est une guerre civile… C'est la plus énorme ânerie que le monde ait jamais faite, ! »
L'entrée en guerre de la France implique, pour le Maroc, l'envoi de troupes et de fournitures agricoles. Une partie du territoire français est occupée et on manque de bras dans les régions agricoles. Lyautey s'engage à envoyer immédiatement vingt bataillons et six batteries. L'état-major voudrait dégarnir le Maroc pour se replier sur la côte. Lyautey sait le risque d'embrasement en cas de retrait total des troupes. Elles sont au contact des rebelles, à Taza et autour de Khenifra. Lyautey refuse le plan de l'état-major, qui renonce. C'est la stratégie de la « coquille d'œuf » : une armature légère donne l'impression que les forces françaises sont toujours présentes, armature souvent faite de territoriaux venus de France, ou de colons en uniformes de légionnaires, ou même de zouaves. Les fournitures agricoles envoyées par le Maroc s'élèveront à 100 000 quintaux de blé en 1915, 235 000 en 1916, plus encore pour l'orge et la laine.

#### Architecture

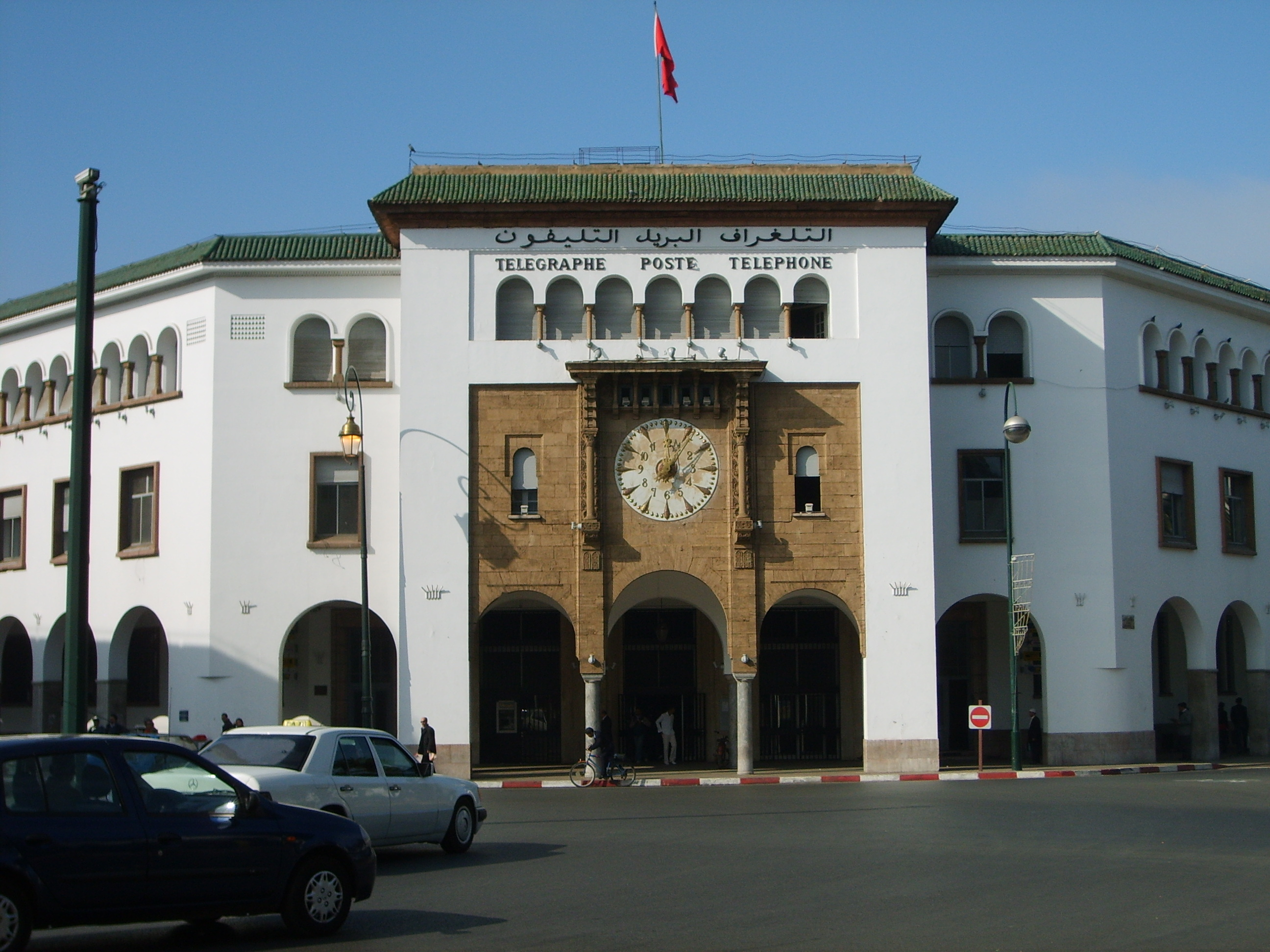
La Poste de Rabat

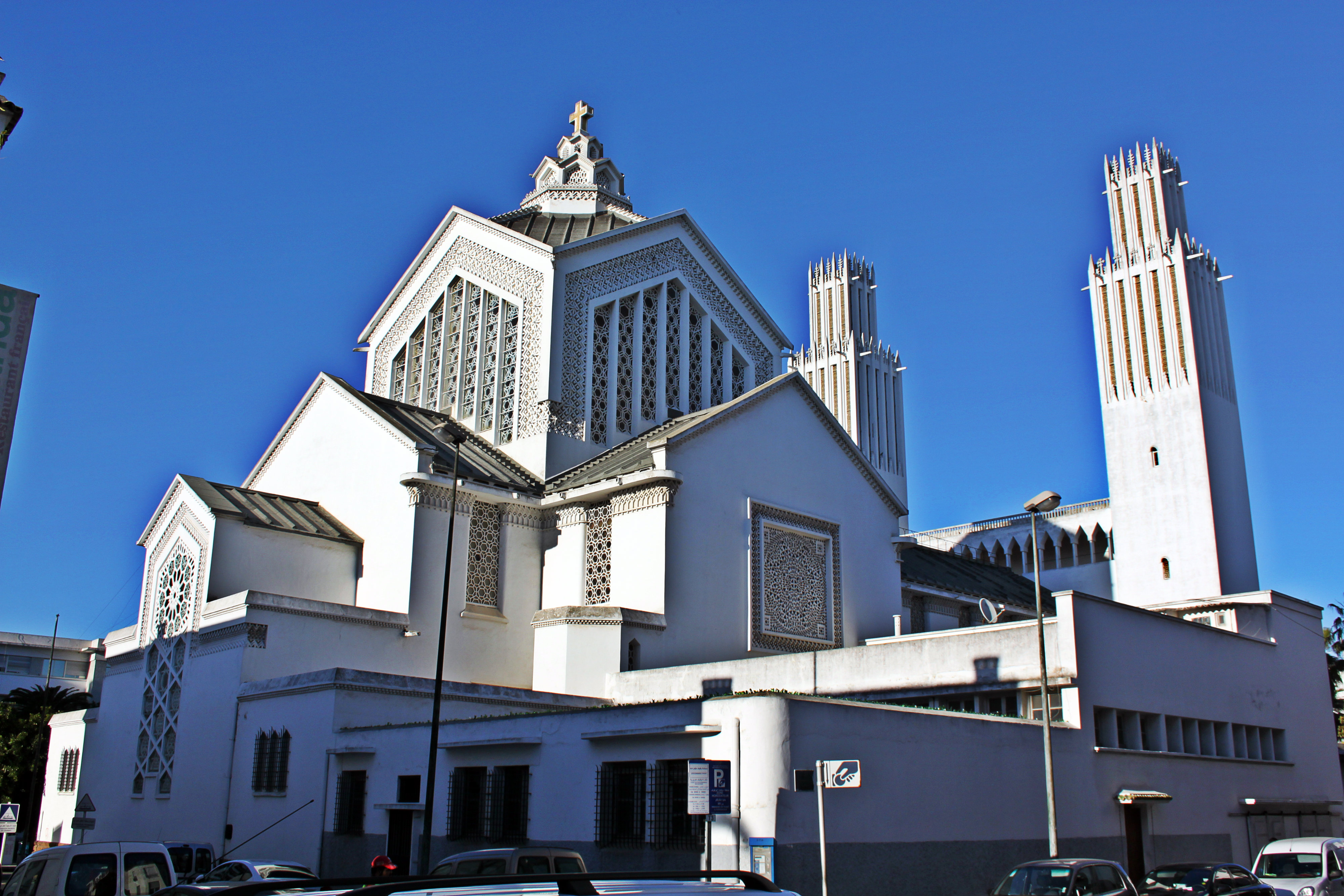
La cathédrale de Rabat

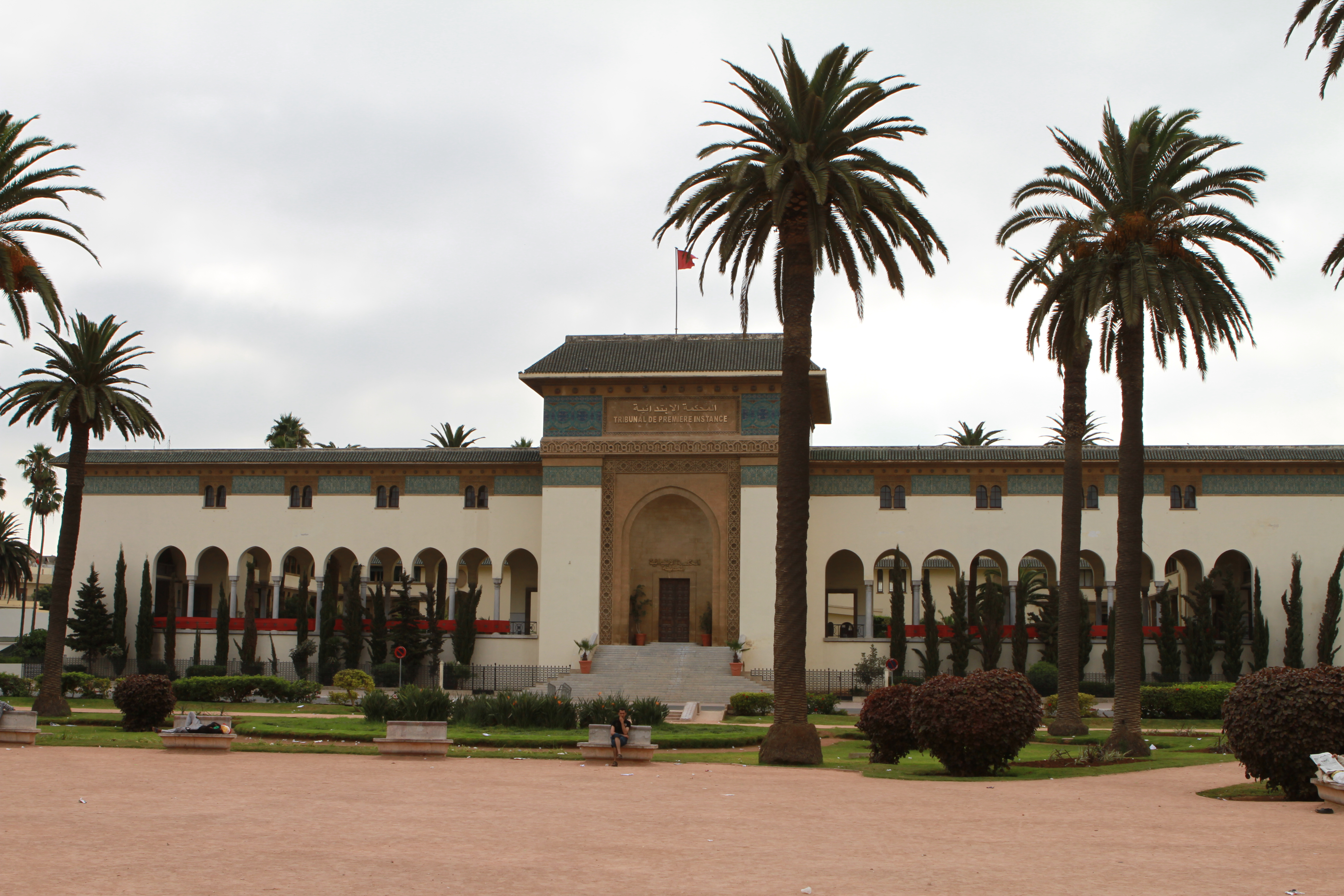
Le Palais de Justice de Casablanca

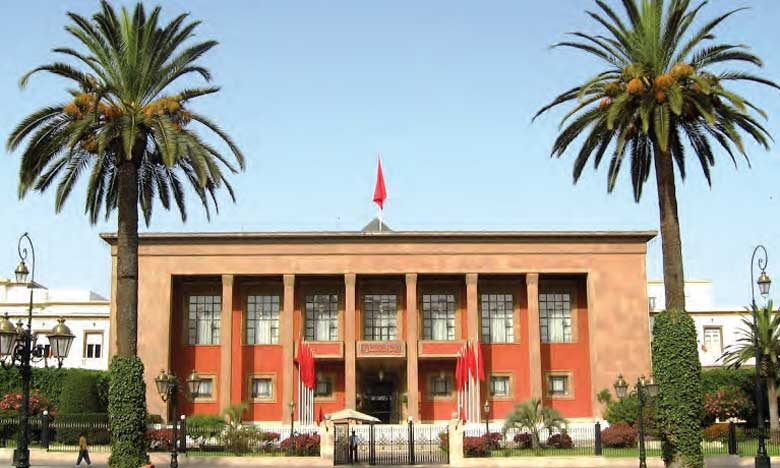
Le Palais de Justice de Rabat (depuis, siège du Parlement)

Lyautey crée en 1914 une Direction de l'architecture, placée sous la houlette d'Henri Prost, architecte urbaniste. Prost est chargé des plans des villes nouvelles : Rabat (à partir de 1914) et Casablanca (à partir de 1917) en respectant le cœur des villes, en construisant en dehors des médinas, et, éventuellement, en mettant en valeur les monuments anciens. La tour Hassan à Rabat est dégagée et mise en perspective. Dans l'équipe de Prost, on trouve Tranchant de Lunel, déjà cité.
De nombreux architectes vont passer par la Direction d'Henri Prost, puis s'établiront à leur compte : Albert Laprade, sera le constructeur de la Résidence (actuel Ministère marocain de l'Intérieur) et de la poste à Rabat ; ou bien, Adrien Laforgue (frère de Jules), à qui l'on doit la gare, la cathédrale Saint-Pierre de Rabat aux tours en forme de minaret, le Palais de Justice (actuel Parlement) et des immeubles à Casablanca et à Rabat ; et Antoine Marchisio, futur constructeur (avec Prost) de l'hôtel de la Mamounia à Marrakech, ou encore Joseph Marrast, concepteur du Palais de Justice de Casablanca.

#### Espaces verts

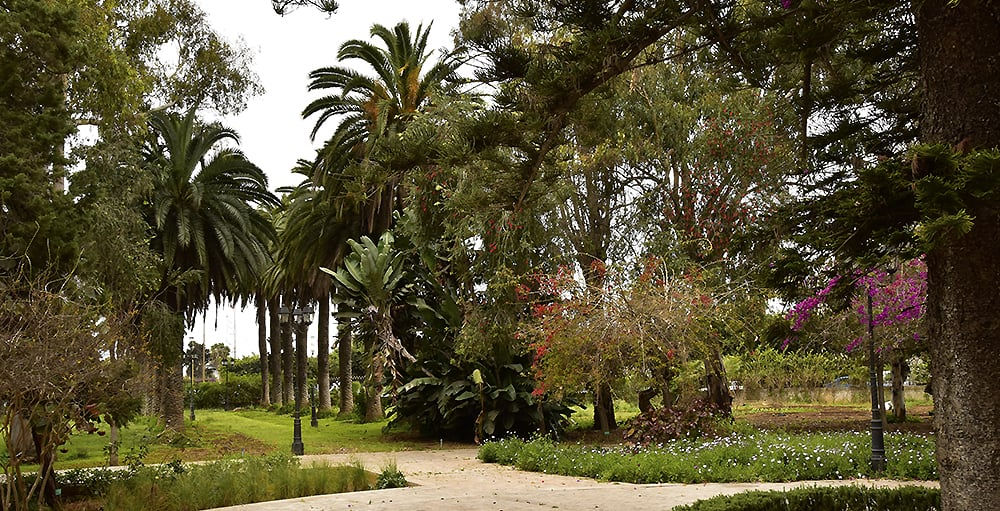
Le jardin d'Essais botaniques de Rabat

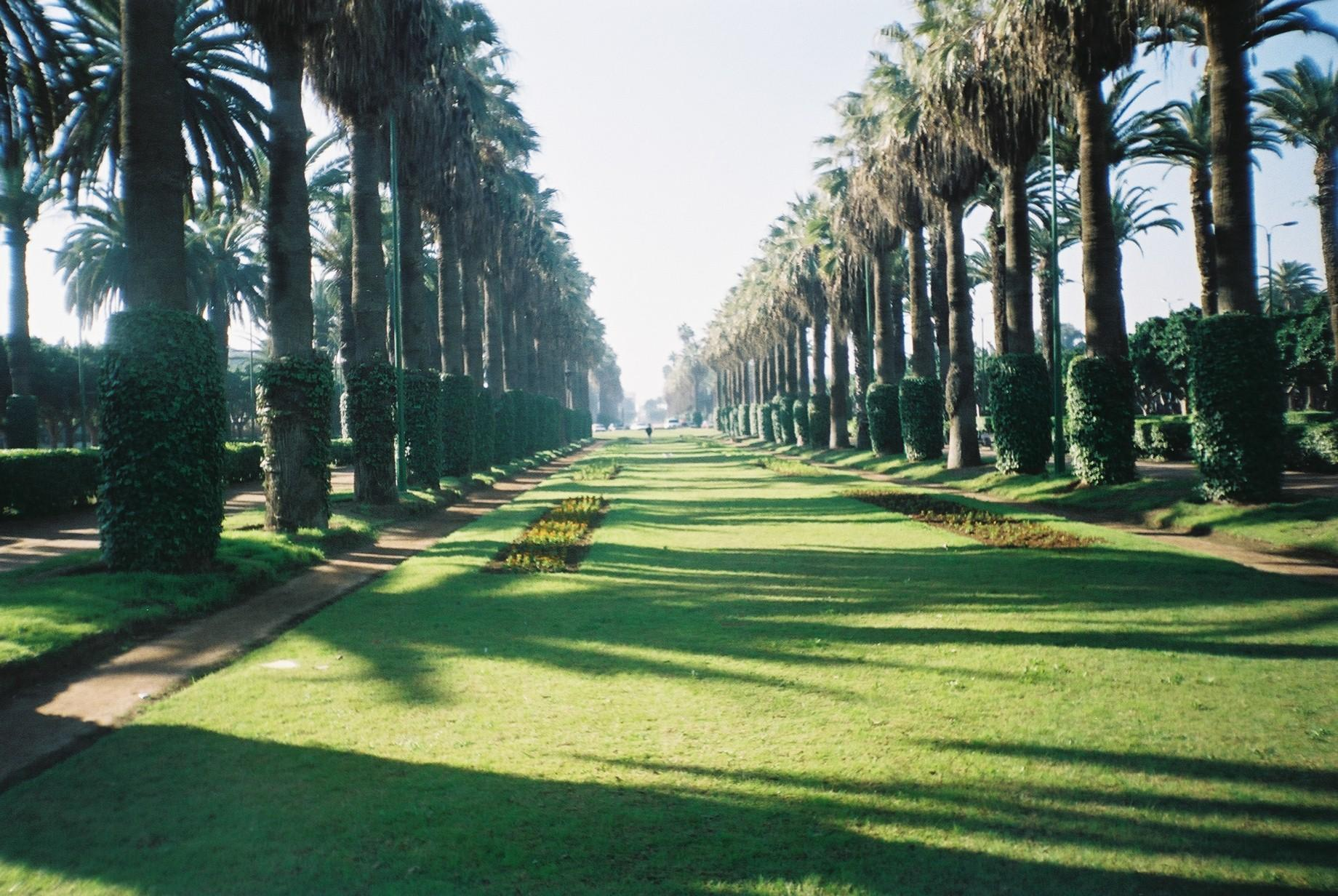
Parc de la Ligue Arabe à Casablanca

En 1913, Lyautey a recruté un spécialiste des espaces verts publics pour une mission de conseil temporaire. Le jardinier en chef de la ville de Paris Jean-Claude Forestier était l'auteur de plusieurs ouvrages sur le sujet. Au terme de sa mission, Forestier remet un rapport de 69 pages sur la politique à suivre en matière d'urbanisme,. Il recommande un verdissement des grandes villes marocaines. Sauf Marrakech, les villes étaient pauvres en espaces verts publics. Il demande que les villes nouvelles soient distinctes des médinas. Il conseille aux architectes-urbanistes de respecter l'environnement : ils doivent inclure dans leurs plans des parcs et des promenades. Lyautey lui confie la conception de deux des nouveaux parcs de Rabat : le jardin du Belvédère, emplacement choisi pour ses perspectives, et le jardin d'Essais botaniques, qui accueillera une collection de plantes rares. Saïd Mouline nous apprend en outre qu'il a suggéré à Lyautey le nom d'Henri Prost. En 1915, Tranchant de Lunel dessine les plans du jardin andalou de la casbah des Oudayas. En 1924, Marcel Zaborsky, élève d'Édouard André, sera chargé du jardin du Triangle de vue, à Rabat (depuis jardin Nouzhat Hassan). En 1916, Albert Laprade réalise le grand parc Lyautey de Casablanca, depuis parc de la Ligue arabe. Ces espaces verts ont été repris et restaurés sous le règne de Mohammed VI.

#### Grands travaux
L'entrée en guerre supprime les obligations de la conférence d'Algésiras : interdiction de construire des chemins de fer à voie normale, ceux à voie étroite étant à usage militaire ; obligation de lancer des adjudications internationales pour les achats de matériels ou les grands travaux etc. Lyautey peut lancer l'électrification du pays par centrales thermiques, en attendant les premiers barrages. Il programme la construction de routes et de ports. Des gisements de phosphate ont été découverts qui les nécessitent. Un consortium est formé en 1913 pour le port de Casablanca. Il est en chantier depuis 1900, mais chaque tempête démolit les digues. Le consortium comprend Schneider, la Compagnie marocaine et la société de travaux publics des frères Jean et Georges Hersent. Une grande digue, parallèle à la côte, le brise-lames, délimite un plan d'eau accessible aux plus gros cargos de l'époque, ainsi qu'aux navires à passagers de la Compagnie Paquet. Le port sera inauguré en 1923. Les Hersent construisent celui de Fedala (depuis, Mohammédia). À Kénitra, au nord de Rabat et à l'embouchure du Sebou, un port fluvial est créé et une ville moderne édifiée : Port-Lyautey.

#### Administration
Lyautey s'appuie sur les institutions du Maroc traditionnel : administration du sultan (Makhzen), administration des Habous, assemblées de notables et tribus. Il développe le corps des officiers des Affaires indigènes, héritiers des Bureaux arabes d'Algérie, pour les tâches civiles et de renseignement. Il s'inspire d'une expérience tunisienne pour implanter au Maroc en 1913 le corps des contrôleurs civils (appelés par les Marocains sidi el Hakem), postes prestigieux (beaucoup finiront préfets ou ambassadeurs). Deux administrations coexistent, l'une militaire, l'autre civile, selon un découpage du Maroc en zone militaire (zone tribale et confins), et zone civile (Rabat et le Rharb, Casablanca et la Chaouia). Les officiers des affaires indigènes opèrent en zone militaire, les contrôleurs civils dans les grandes régions centrales. Lyautey précise leur mission : adapter graduellement le pays aux formes modernes de civilisation, effectuer une mission de conseil et d'assistance, pas d'administration directe mais travailler en coopération avec les autorités locales, pachas et caïds, qui ont des compétences étendues en matière de justice et d'impôts. Lyautey impose sa vision aux partisans d'une administration directe.

#### Beaux-Arts, antiquités et monuments historiques

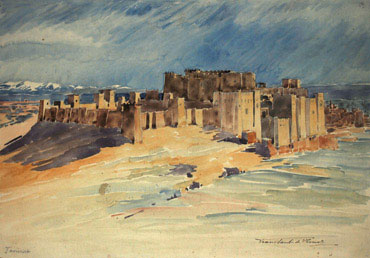
Une kasbah de l'Atlas, aquarelle de Tranchant de Lunel (collection privée)

Lyautey crée en novembre 1912 le « Service des Beaux-Arts, Antiquités et Monuments historiques ». Confié à Tranchant de Lunel, il est composé d'architectes et de peintres. Ses missions sont la sauvegarde des monuments historiques de l'antiquité (essentiellement romaine) et de la période islamique ; le relevé des inscriptions historiques ; la sauvegarde des objets d'art et d'ameublement ; la conduite des fouilles archéologiques.
Ce Service est aidé par les militaires des services topographiques et du génie et par des artisans locaux, recrutés et formés aux styles anciens (almohades, mérinides, etc.) dans des ateliers d'art indigène. Tranchant est assisté par son confrère, Maurice Mantout, futur architecte de la Grande Mosquée de Paris, et par Prosper Ricard, chargé de l'enseignement des arts indigènes. Pendant la guerre, les territoriaux, les blessés, les mobilisés sont réclamés par Lyautey : les peintres Joseph de La Nézière, Henri Avelot et Gabriel Rousseau, les photographes Jean Rhoné et Lucien Vogel, les architectes Georges Beaumet, Marcel Rougemont et Léon Dumas, l'archéologue Maurice Pillet.

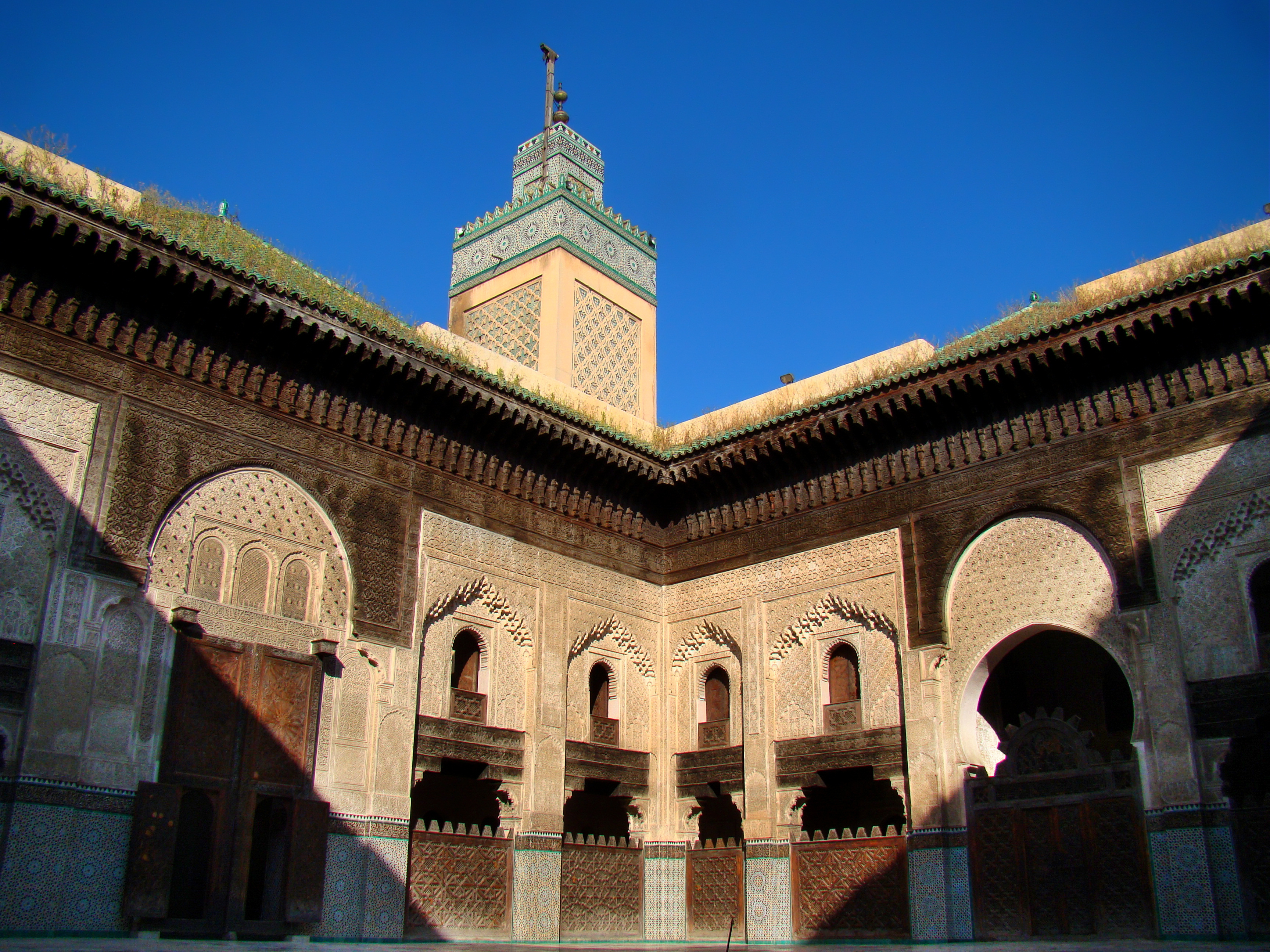
Médersa Bou Inania, Fès, époque mérinide

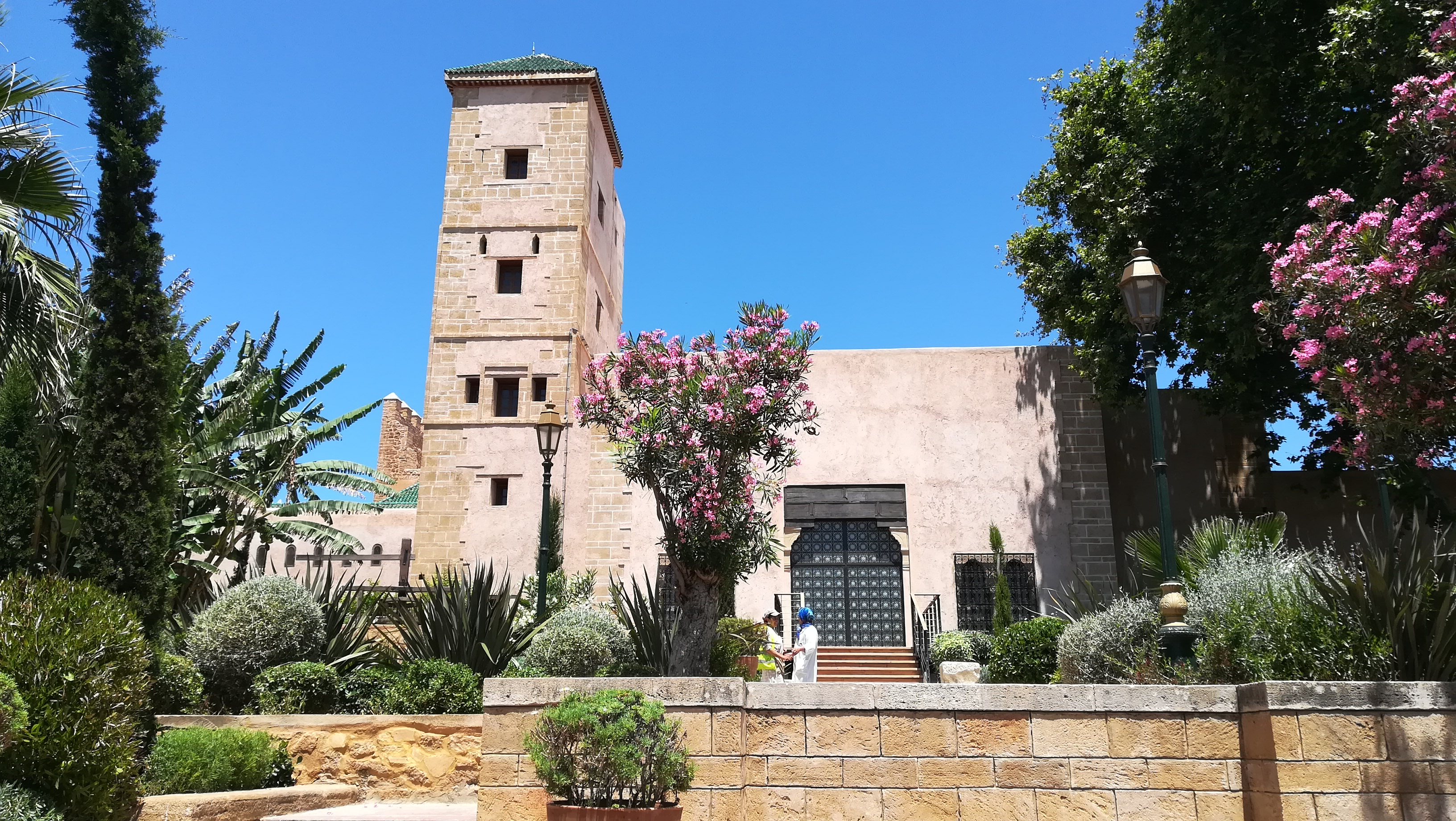
Musée des Oudayas

Bénéficient du classement et d'un programme de restauration : les médersas de Meknès, Marrakech (médersa Ben Youssef) et Fès (médersas Bou Inania et Attarine).
Lyautey impose que le service des Beaux-Arts soit consulté sur tous les projets de construction dans ou hors des médinas. Pour ces dernières, il impose le respect des règles ancestrales. Il favorise les artisans marocains à travers des ateliers d'art indigène. Il sauvegarde les branches d'activité non concernées par la restauration des monuments.
Constatant qu'il ne restait plus que deux vieux relieurs à Fès, il les incite à former des apprentis pour perpétuer leur métier. Sauvegarder des objets d'art et d'ameublement implique la création de musées. Il fait acheter plusieurs collections ethnographiques et, dès 1915, deux musées s'ouvrent : celui des Oudayas à Rabat, dirigé par Prosper Ricard, et le musée du Batha à Fès.

#### Peuplement des colons

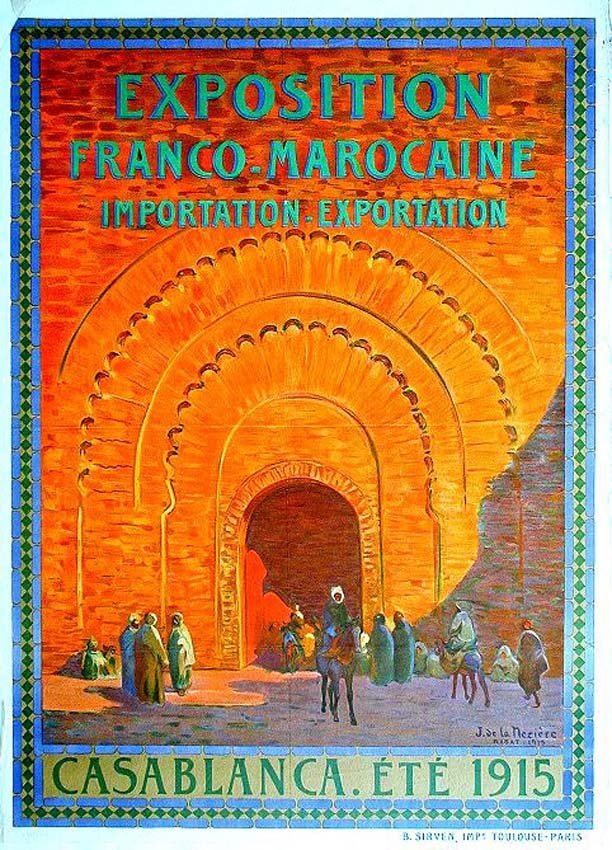
La foire de Casablanca, 1915, affiche de Joseph de La Nézière

L'arrivée de Lyautey a provoqué un appel d'air en France et en Afrique du Nord : les colons sont arrivés par milliers chaque mois avant la guerre. Au début, les infrastructures et les logements manquent. Il refuse la colonisation de peuplement pour éviter l'accaparement des terres. Le dahir (décret royal) du 7 juillet 1914 interdit l'aliénation des terres collectives et rend difficile leur acquisition par les colons. Il réserve en priorité aux Marocains les postes dans l'administration et les entreprises, pour assurer leur promotion et s'oppose aux arrivées massives de nouveaux venus. Les résistances sont considérables et cette politique sera abandonnée par la suite. Cet afflux va assurer le développement économique du pays.

#### Agriculture et forêts
En agriculture, il suit une double politique : encourager les grosses exploitations confiées à des colons (le pays devient autosuffisant et à l'abri des famines), mais aussi fournir des aides aux petits agriculteurs et éleveurs marocains, sous forme de prêts sans intérêt.
Dès 1912, il crée le Service forestier. Il sera dirigé pendant des décennies par Paul Boudy. L'industrie de transformation amène la création de cotonneries, huileries, minoteries, conserveries et scieries. À l'entrée en guerre, on découvre dans le consulat allemand abandonné toute une organisation commerciale : des échantillons de tout ce que pouvait produire le Reich…, des échantillons aussi des produits souhaités par le Maroc. Lyautey décide de promouvoir la production locale et nationale. Une grande foire a lieu à Casablanca en 1915. Une troisième foire aura lieu en 1917 à Rabat, sur le plateau de l'Agdal.

### Ministre de la Guerre

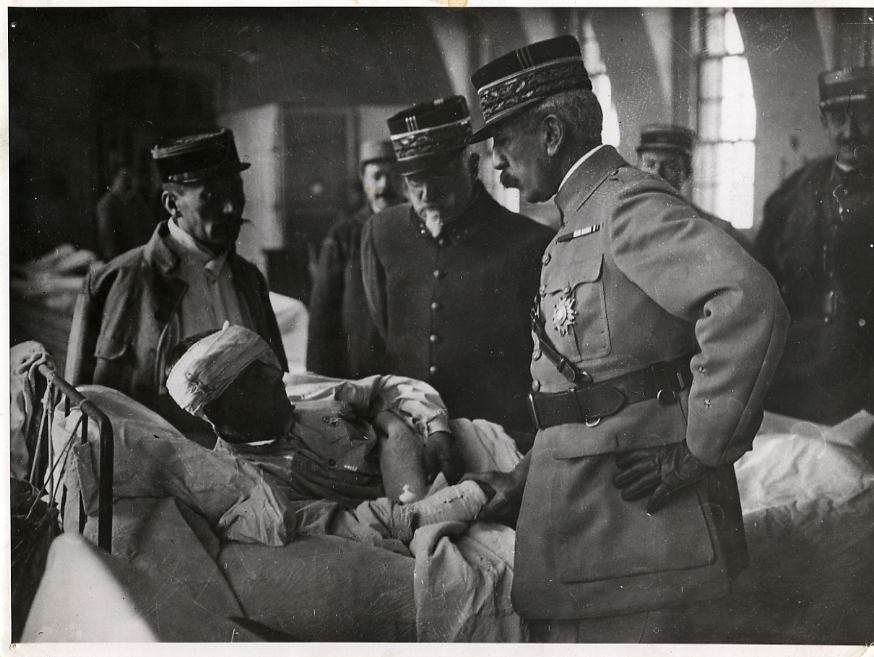
Lyautey, ministre de la Guerre, visite les blessés.

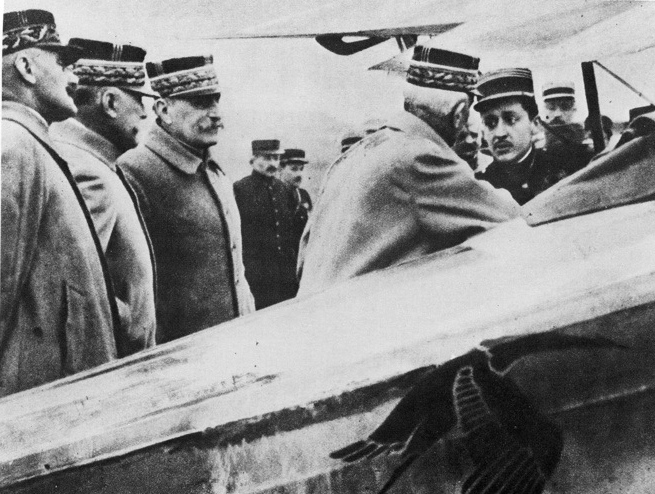
Février 1917 : Guynemer parle à Lyautey.

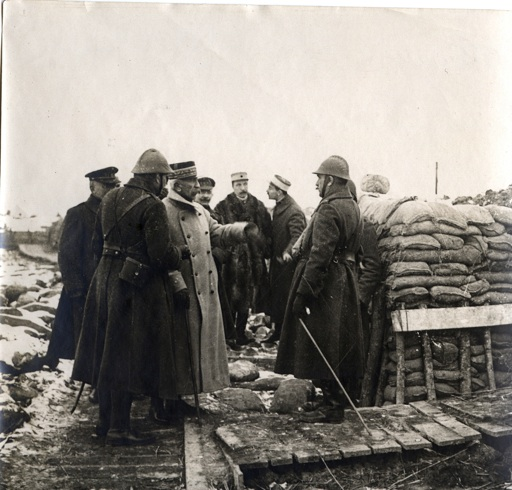
Lyautey dans les tranchées.

Le 11 décembre 1916, par télégramme, Aristide Briand, président du Conseil, lui propose d'être ministre de la Guerre. Philippe Berthelot aurait suggéré son nom. Lyautey hésite : la situation s'est tendue au Maroc, un sous-marin ayant amené des émissaires allemands auprès d'El Hiba (expédition menée par Edgar Proebster). Mais la situation du front est catastrophique, les pertes sont énormes. Lors d'une permission en 1915, Lyautey avait pu mesurer l'ampleur de ces pertes ; il avait parlé de « gaspillage effréné et désordonné » à cause de l'éparpillement des responsabilités et de l'absence de direction d'ensemble. Briand lui propose de le remplacer par Gouraud, en qui il a confiance. Il finit par accepter. Il quitte le Maroc le 18 décembre, passe par Madrid saluer le roi Alphonse XIII, et arrive à Paris le 22.
Il réclame aussitôt l'unité de commandement. Or, un comité de guerre de cinq membres vient d'être créé. Et le ministère de la Guerre ne commande plus le Ravitaillement, confié à Herriot, les Fabrications de Guerre confiées à Albert Thomas, les Transports et le Service de Santé transformés en sous-secrétariats d'État.
Joffre est remplacé par Nivelle, face à un Pétain réservé. Le 23, Lyautey reçoit Nivelle qui lui soumet son plan d'attaque. Lyautey aurait déclaré au colonel Renouard, envoyé par Nivelle : « Voyons mon petit, c'est un plan pour l'armée de La Grande-duchesse de Gérolstein ». Le 25, il reçoit Joffre, qui parle de démission. Le 3 janvier, Lyautey part à Rome assister à une conférence interalliée sur le front d'Orient. Il revoit le comte de Linange, un Autrichien, en résidence surveillée en tant qu'ennemi, vieil ami de Lyautey. Il va prier à Saint-Pierre pour, confiera-t-il à Wladimir d'Ormesson, protester contre la fermeture de l'ambassade de France près le Saint-Siège. La conférence n'aboutit à rien.
Fin janvier, il constate l'éparpillement des pouvoirs : l'état-major n'est plus au ministère, rue Saint-Dominique à Paris, mais au Grand Quartier Général à Chantilly, et il se comporte comme un second ministère : le G.Q.G. formule directement ses demandes d'approvisionnement et de transport aux directions concernées, sans coordination avec la rue Saint-Dominique. Lyautey veut centraliser l'administration de la guerre : « Avant toute chose, ne fallait-il pas connaître l'ensemble des besoins, apprécier l'urgence relative de ces besoins, réduire, éventuellement, tel ou tel transport ? Il en allait de même des questions relatives à l'utilisation des effectifs, et surtout de celles qui s'appliquaient au ravitaillement général des armées et de la nation ».
Le 1er février 1917, Lyautey reçoit rue Saint-Dominique le colonel Renouard, qui vient lui expliquer le détail du plan de l'offensive Nivelle. Renouard aurait avoué au ministre qu'il ne croit pas à ce plan. Cette entrevue a été décrite par Maurois et reprise par tous les biographes de Lyautey.
Lyautey veut renvoyer Nivelle et le remplacer par Foch. Briand s'y oppose.

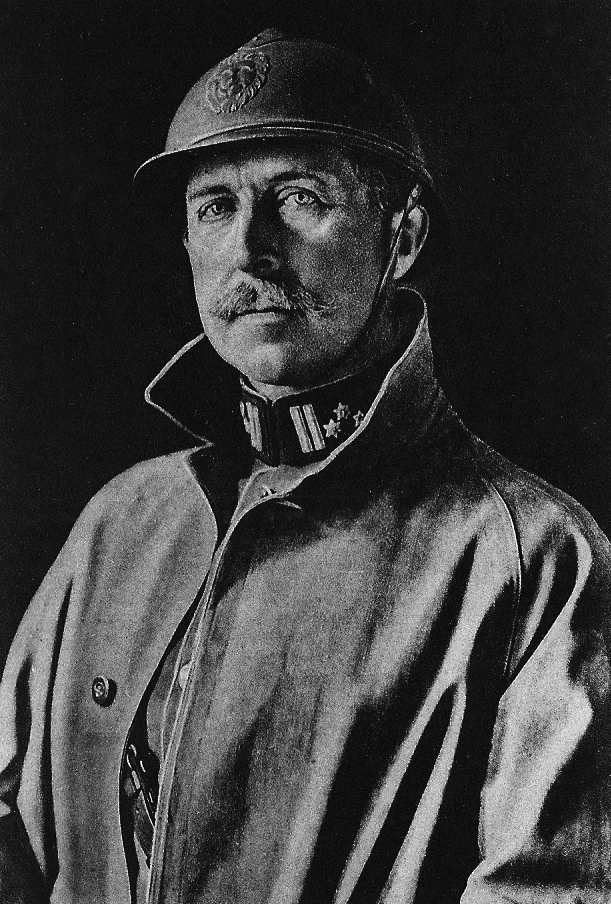
Le roi Albert 1er

En janvier et février 1917, il fait de nombreuses inspections du front. Le 28 janvier, il assiste à un exercice de tanks près de Compiègne avec Nivelle et Franchet d'Espèrey.
Le 4 février, il est à Dunkerque ; il visite l'armée belge et salue le « roi-soldat », Albert Ier. Il dîne avec le Premier ministre belge, Charles de Broqueville.
Le 17 février, il remet à Foch la médaille militaire et à Guynemer une décoration anglaise. Il passe brièvement au milieu des ruines de Crévic.
Les 23 et 24 février, il parcourt le front britannique, rencontre le maréchal Douglas Haig et le Prince de Galles.
Le 26 février, à Calai, il assiste à une conférence franco-anglaise, en présence de Briand et Lloyd George.
La défection de l'allié russe devient de plus en plus probable. Lyautey reporte ses espoirs sur les États-Unis pour assurer ses approvisionnements. Max Lazard, à chaque retour de voyage, lui fait des rapports détaillés, sur la mission militaire de la France aux États-Unis.
Depuis son arrivée à Paris, les parlementaires de gauche considèrent Lyautey comme une sorte de Bonaparte au retour d'Égypte, prêt à fomenter un coup d'État. Ils sont d'autant plus irrités qu'il brouille les cartes : il passe pour être de droite, mais affiche des préoccupations sociales ; il refuse de mettre au pas le Maroc, créant un conflit qui sera récurrent jusqu'à son départ en 1925.
Lyautey crée une direction de l'Aviation. Le général Guillemin est nommé. L'opposition organise un débat en comité secret à partir du 13 mars. Lyautey ne veut pas de ce comité. Le résultat de ces réunions est vite connu des Allemands. Du 11 au 14 au matin, il est à Londres pour des discussions avec les Anglais sur la nécessaire unité de commandement. L'après-midi du 14, il parle devant les députés, réunis en comité secret (les tribunes sont évacuées). Une bronca l'interrompt. Il démissionne. Il dit à Guillaume de Tarde : « Tu avais raison, je n'ai jamais rien compris à cette race ».
Lyautey envoie le texte de son discours aux responsables politiques ; seul Gaston Doumergue répond qu'il l'approuve entièrement.
Deux jours après, Briand démissionne, remplacé par Alexandre Ribot, avec Paul Painlevé au Ministère de la Guerre.
Le 25 mars, le nouveau chef du gouvernement demande à Lyautey de reprendre son poste au Maroc. L'offensive Nivelle, déclenchée en avril, est un désastre. Début mai, Lyautey revient à Paris, rencontre Ribot, Painlevé, Poincaré, Foch et Pétain. Clemenceau revient au pouvoir à la fin de l'année.
Lyautey quitte Paris le 20 mai. A Madrid, il s'entretient avec le roi et le chef du gouvernement. Alphonse XIII lui fait discrètement savoir qu'il aimerait le voir soutenir l'idée d'une paix séparée avec l'Autriche. L'empereur Charles Ier et l'impératrice Zita y travaillent. Lyautey refuse de s'engager.

### Retour au Maroc (1917-1925)

#### Poursuite du programme

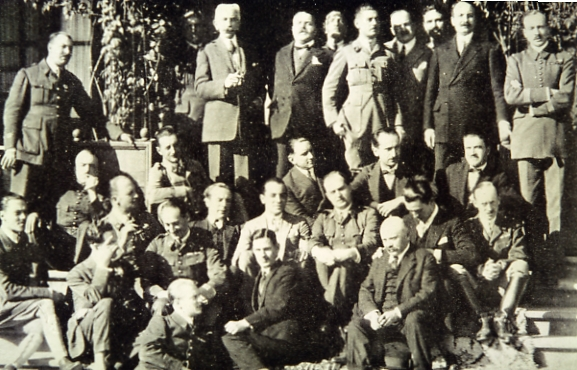
L'équipe Lyautey en 1925.

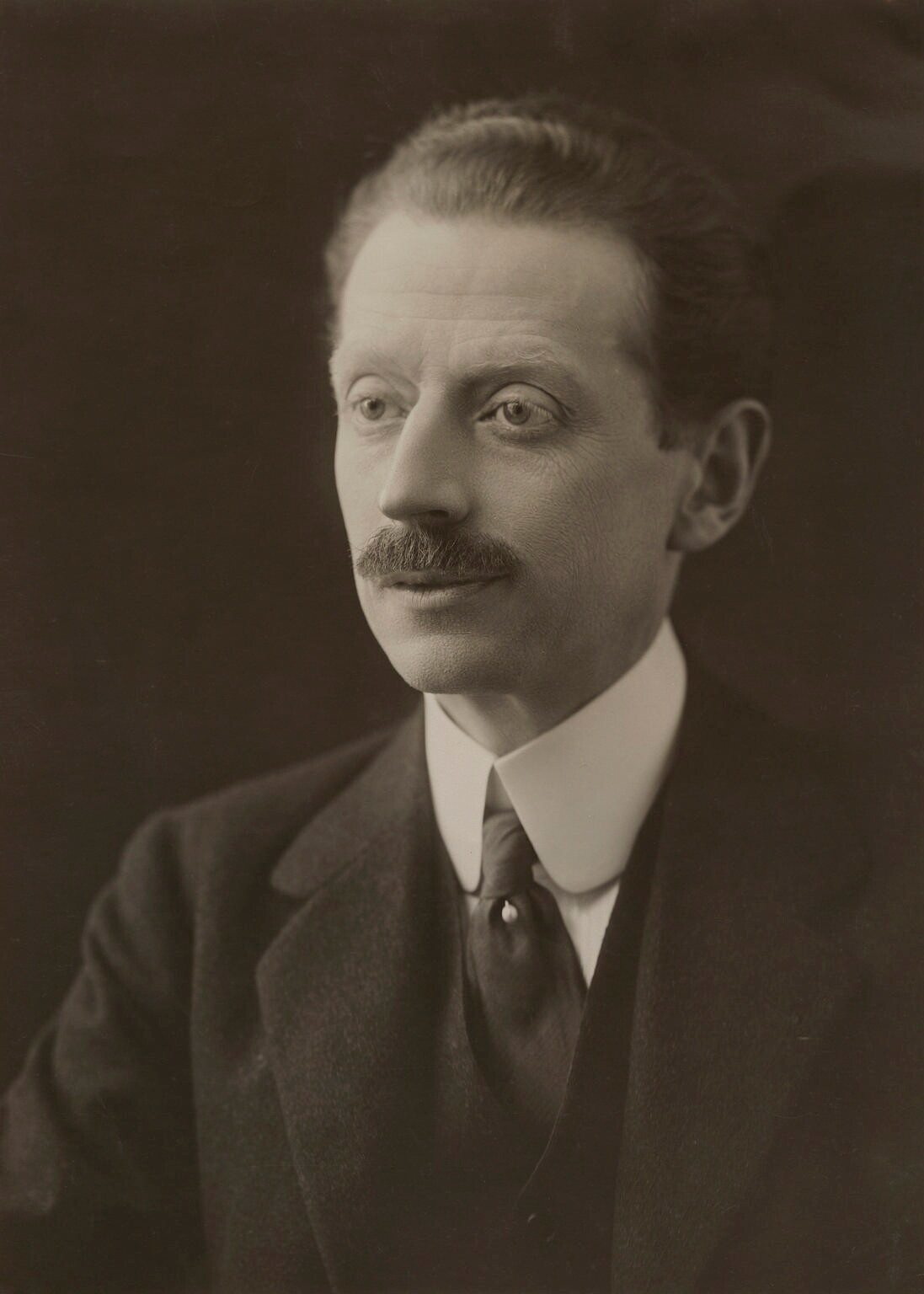
Wladimir d'Ormesson en 1919

Le 29 mai, selon Maurois, il échappe à une torpille. Arrivé à Casablanca, il retrouve une équipe de fidèles.
Sur la photo de 1925, on peut voir, debout de gauche à droite : le capitaine Pélier, le colonel Huot (l'homme de l'ombre est dans l'ombre), le Maréchal, Pierre de Sorbier, le commandant Ract-Brancaz, le capitaine Fouques-Duparc, Émile Vatin-Pérignon, le capitaine Deschanel, le comte de Saint-Quentin, le capitaine Bourgin.
Assis, à l'extrême-gauche : le lieutenant Durosoy et, au premier plan au centre, Gaston Palewski.
Voir en note la liste complète de ses collaborateurs.
Trois militaires ont succédé à Lyautey comme résident général : Charles Noguès, Alphonse Juin, qui l'ont servi au plus près, et Augustin Guillaume, brièvement au cabinet de Lyautey.
Parmi les anciens membres de l'équipe, quatre lui ont consacré un livre : Guillaume de Tarde, Wladimir d'Ormesson, les généraux de Boisboissel et Durosoy.

#### Les phosphates et l'électricité
L'économie du Maroc est stimulée après guerre par une découverte faite en 1917 : les phosphates de Khouribga. Lyautey décide que l'exploitation sera confiée à l'Office chérifien des phosphates, créé en 1920. L'importance du gisement de Khouribga est considérable. On prévoit que la quasi-totalité de la production devra être exportée.
Les travaux du port de Casablanca sont modifiés : on crée un quai des phosphates, doté de larges surfaces d'entrepôts, de grues dédiées et de liaisons ferroviaires.
L'exploitation commence en 1921. C'est une manne pour le pays.
La Banque de Paris et des Pays-Bas, évincée de l'exploitation des phosphates, obtient en 1920 la concession du transport ferroviaire au Maroc. Elle crée la Compagnie des chemins de fer du Maroc (CFM). Ses débuts sont lents jusqu'à 1925, où arrive la traction électrique. En 1923, cette compagnie construit le célèbre Mamounia, hôtel de luxe à Marrakech. Elle rachète ensuite des hôtels à la Compagnie générale transatlantique, le Palais Jamaï à Fès, le Transatlantique de Casablanca, Meknès et Agadir).
La concession de l'électricité, comme celle des chemins de fer, est accordée en mai 1923 et autorise la construction de barrages sur l'Oum Errabiâ. Une société est créée en janvier 1924 : Énergie électrique du Maroc (EEM). La Banque de Paris et des Pays-Bas la contrôle, soit directement soit via la CFM. Dès septembre 1924, une centrale thermique entre en service sur le site des Roches Noires à Casablanca. En 1925, démarrent les travaux des premiers barrages.

#### Naissance de l'aviation marocaine.

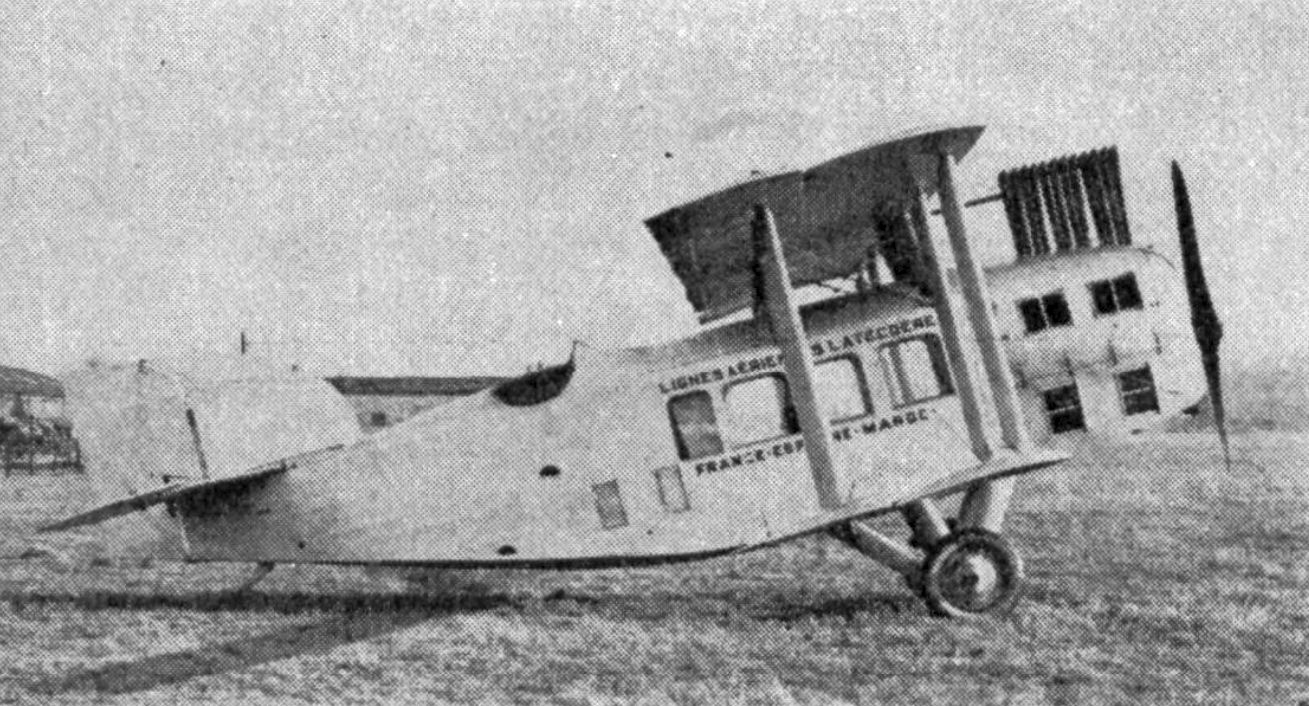
La ligne Latécoère en 1922

En 1916, Lyautey obtient l'envoi de deux escadrilles (reconnaissance et bombardement).
En 1918, il subventionne des liaisons aériennes entre la France et le Maroc pour le transport du courrier en collaboration avec l'industriel Pierre-Georges Latécoère.
À l'été 1922, il confie la reconnaissance des futures escales vers Dakar au capitaine Joseph Roig, chef d'escale de Latécoère au Maroc, ainsi qu'à un officier de goumiers qui sert d'interprète.

#### Gestion des terres
Au total, 200 000 ha de lots de terre sont rachetés par Lyautey.
Trois corps sont créés pour développer l'agriculture : officiers des eaux et forêts, ingénieurs du génie rural et inspecteurs de l'agriculture.
Passionné d'équitation, Lyautey confie le service de l'élevage à un vétérinaire militaire, repéré en 1912, le colonel Théophile Monod. En 1914, Monod crée le haras de Meknès, consacré à l'élevage de pur-sang arabes.

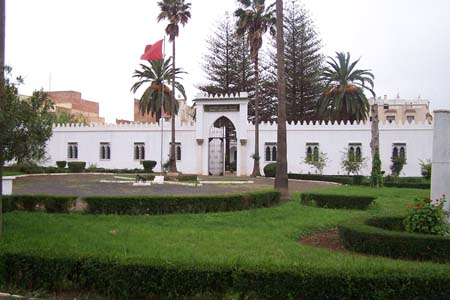
Haras national de Meknès

#### Les Beaux-Arts.
Le Service des Beaux-Arts s'étoffe en 1918 avec la création d'un Office des arts indigènes, confié à Joseph de La Nézière. En 1919, il est rattaché à la direction de l'Instruction publique, des Beaux-Arts et des Monuments historiques. Georges Hardy est nommé à sa tête. En 1920, l'ensemble du service des Beaux-Arts est réorganisé.
En 1923, Lyautey doit renvoyer son chef, Tranchant de Lunel. Il n'est remplacé qu'en 1924, par Jules Borély.
À son retour en 1917, Lyautey invite le Lorrain Jacques Majorelle à venir.

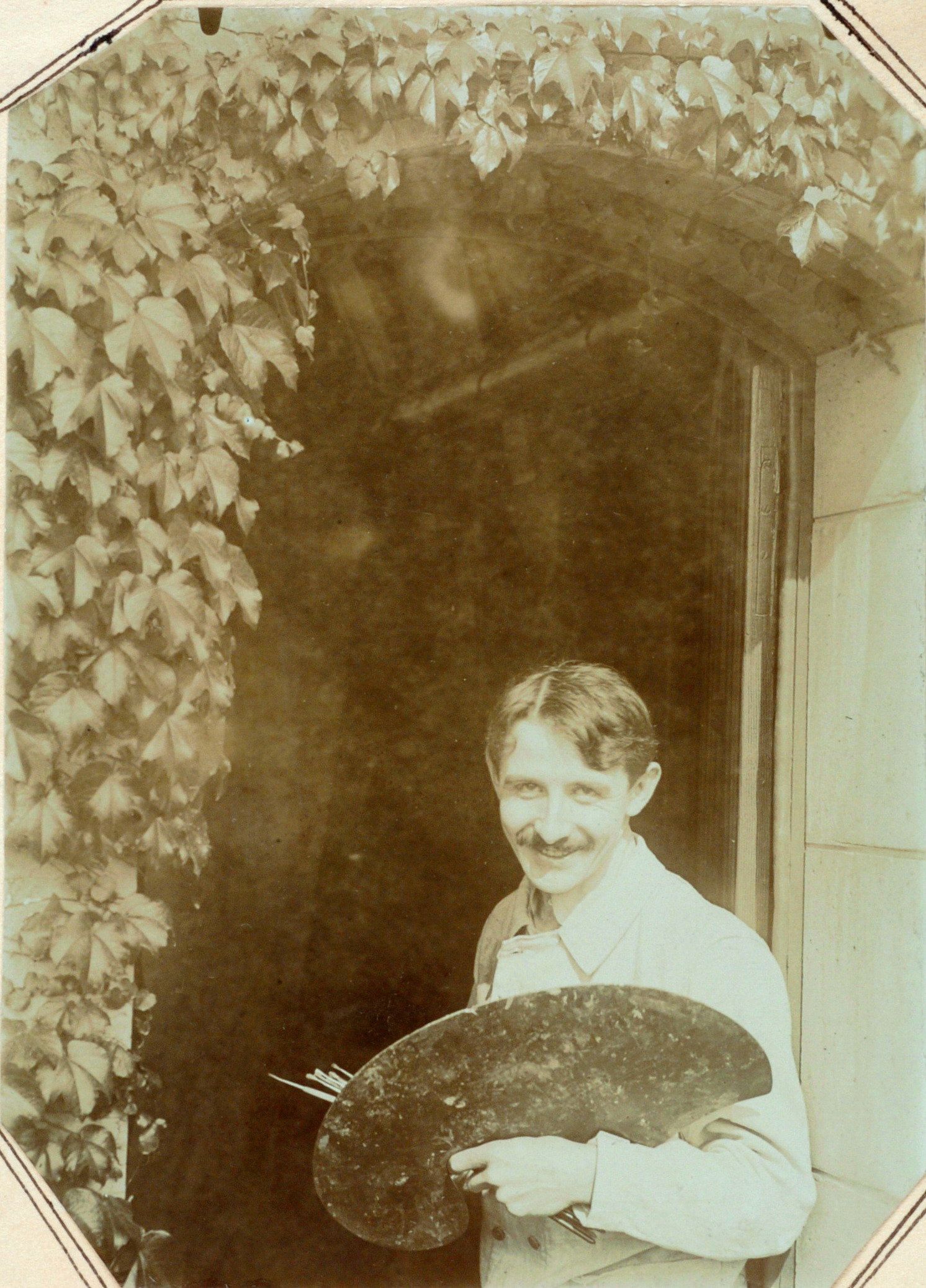
Jacques Majorelle

Henry de Castries retrouve son service historique, érigé en Institut historique du Maroc.
En 1922, l'Association des peintres et sculpteurs du Maroc est créée, sous la tutelle de Georges Hardy.
En 1923, un musée d'art moderne est créé à Rabat. Il est baptisé « Musée Eugène Delacroix », dont les Carnets du Maroc sont célèbres.
De 1917 à 1925, de nouveaux architectes arrivent au Maroc, dont Auguste Cadet, et Bernard Boutet de Monvel, qui sera affecté en 1917 à la base aérienne de Fès, et fera le portrait en pied du maréchal.

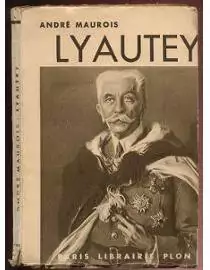
André Maurois, Lyautey (1931)

Lyautey a été intéressé par le rôle que Loti a joué en Turquie. Il s'implique dans une autre forme de mise en valeur du Maroc : le recours aux écrivains. Il invite André Maurois, Paul Desjardins, l'homme des décades de Pontigny, André Gide, Jean Giraudoux, et d'autres.

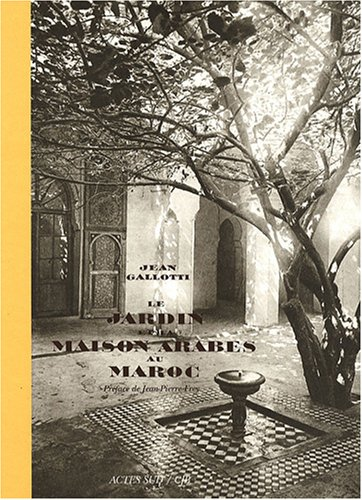
Jean Gallotti, Le Jardin et la Maison arabes au Maroc (1925)

Cadeau de départ du Service au Maréchal, en 1925 : le livre de Jean Gallotti : Le Jardin et la maison arabes au Maroc (deux tomes), illustré par Albert Laprade.

#### Le programme de pacification
Lyautey envisageait de reformer l'empire chérifien du temps de Moulay Ismaïl, de la Méditerranée au Sénégal.
En 1918, le général Aubert sécurise la zone de Taza, le général Maurial fait de même dans le Moyen-Atlas, le colonel Doury écrase une harka qui menaçait le Tafilalet.
En 1920, des tribus entrent en rébellion dans le Rif, vers Taza, dans le Moyen-Atlas et dans le Sud. Les caïds alliés, Goundafi et Glaoui, sont mis à contribution pour affronter la rébellion du Souss, où des tribus sont restées fidèles à El Hiba.
Dans une région du Rif, Ouezzane est un sanctuaire vénéré des Marocains. En septembre 1920, des tribus révoltées interdisent son accès au Makhzen. Lyautey envoie des troupes commandées par Poeymirau, et, en même temps, engage des négociations, qui sont un succès. En octobre, Lyautey entre à Ouezzane, aux côtés du sultan qui reçoit un accueil triomphal et peut aller faire ses dévotions au mausolée du saint et ancien grand maître du soufisme.
À la même époque, Lyautey envoie deux colonnes dans le grand sud contre des tribus insoumises de la région de Tarfaya (Cap Juby), zone d'influence espagnole. Il est stoppé net par Paris.
Au printemps 1923, une nouvelle campagne doit réduire la tache de Taza, qui bloque le passage vers l'Algérie. Elle est menée par Poeymirau et donne lieu à de violentes batailles. Combattent sur le terrain Henri de Bournazel (et sa légendaire tunique rouge), Durosoy (qui sera plus tard l’aide de camp de Lyautey), Blacque-Belair (qui sera laissé pour mort à El Mers), et un jeune capitaine, Jean de Lattre.

#### Difficultés de santé
Sa santé est de plus en plus mauvaise : il a des crises de foie à répétition, la première en 1915, une autre après son départ du ministère en 1917, qui l'oblige à une cure à Vichy.
En février 1923, revenant d'Alger en voiture, il arrive à Fès très malade ; les médecins diagnostiquent une crise de vésicule biliaire qui nécessite une opération,. Il part à Paris se faire opérer.
Début 1924, il a une nouvelle crise et subit une nouvelle opération. Il passe plusieurs mois à Paris. À Lucien Saint qui l'accompagne à la gare de Lyon, il dit : « Je ne retourne à Rabat que pour faire mes malles… les élections, ma santé, c'est bien fini ».

#### Difficultés politiques
Lors de son second séjour, Lyautey se heurte à plusieurs difficultés : l'opposition grandissante des colons, l'administration qui lui échappe, et le gouvernement français de plus en plus hostile. Il présentera trois fois sa démission : fin 1923, après le départ ou la disparition de plusieurs de ses fidèles ; en octobre 1924, après le départ d'Alexandre Millerand qui le soutenait ; et en 1925, après la nomination de Pétain pour diriger les opérations militaires.
Il n'a pu s'opposer au déferlement des colons durant les premières années de son protectorat. Il était hostile à la colonisation de peuplement, à cause des risques de conflit avec la population locale sur l'appropriation des terres ou des emplois ; et à cause de ceux qui venaient du reste de l'Afrique du Nord, et voulaient transposer au Maroc le régime algérien d'administration directe.
Ce problème avec les colons va se doubler d'un problème avec l'administration. Ses cadres français ne comprennent pas la nécessité de partager le pouvoir avec des indigènes. Ils ont tendance à l'accaparer. D'où un dérapage constant pendant la guerre.
En 1920, Lyautey écrit au président du Conseil, le 18 novembre :

« Voici le moment de donner un sérieux coup de barre au point de vue de la politique indigène et de la participation de l'élément musulman aux affaires publiques. Il faut regarder bien en face… la situation du monde musulman et ne pas se laisser devancer par les événements. Ce n'est pas impunément qu'ont été lancées à travers le monde les formules du droit des peuples à disposer d'eux-mêmes et les idées d'émancipation… Il faut bien se garder de croire que les Marocains échappent ou échapperont longtemps à ce mouvement général… Ce serait absolument une illusion de croire que les Marocains ne se rendent pas compte de la mise à l'écart des affaires publiques dans laquelle ils sont tenus. Ils en souffrent et ils en causent… Ils ne sont ni barbares, ni inertes… Il se forme chez eux une jeunesse qui se sent vivre et veut agir, qui a le goût de l'instruction et des affaires. À défaut des débouchés que notre administration lui donne si maigrement et dans des conditions si subalternes, elle cherchera sa voie ailleurs… Il faut donc entrer résolument et vite dans une nouvelle voie »

Lyautey commence à percevoir des revendications d'indépendance. Il préconise la formation d'élites marocaines, qui prendraient peu à peu la relève.

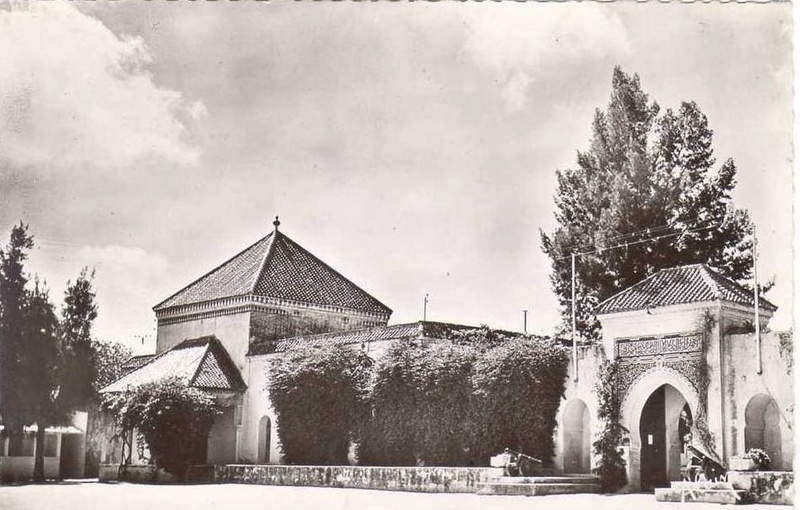
L'école militaire de Dar El-Beïda à Meknès

Autour de 1914, Lyautey fonde des collèges musulmans à Fès (collège Moulay Idriss) et à Rabat (collège Moulay Youssef), puis en 1918 à Meknès (école militaire de Dar El-Beïda. L'intégration d'élèves officiers de Dar El-Beïda dans l'armée est facilitée. Leur inconvénient est qu'ils ne permettent pas de passer le baccalauréat.
En 1916, il propose de former des jeunes issus des collèges musulmans, de leur procurer des stages dans la fonction publique. Cette proposition restera lettre morte.
En 1920, il crée l'Institut des Hautes Études marocaines à Rabat. L'animateur est le grand arabisant Évariste Lévi-Provençal. Il a pour mission d'acculturer à petites doses l'élite de la société. Aux congrès de l'Institut, Lévi-Provençal s'exprime en arabe.
En 1921, Lyautey décide que les trois premiers de chaque promotion de Dar El-Beïda se verront offrir des postes à la Résidence, au Makhzen et au renseignement. Il organise pour chaque promotion des stages et voyages en France, avec visite des principales institutions de la République et rencontres avec les hauts responsables de l'État.
La classe politique n'est pas prête à admettre ce discours. Ces réformes ne suffiront pas à vaincre les résistances de l'administration, renforcées par l'arrivée de nouveaux résidents généraux.

#### La guerre du Rif

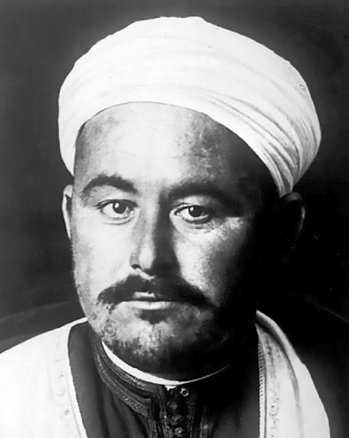
Abd El Krim

En 1924, le cartel des gauches arrive au pouvoir. Il envoie de nouvelles instructions à Lyautey : « Le Maroc a assez coûté, il faut maintenant qu'il rapporte ». Le cartel fait pression pour imposer l'administration directe.
Lyautey refuse en s'abritant derrière les traités. Ses crédits sont alors rognés, ses décisions critiquées. Il envoie sa démission et fait ses bagages.
Depuis trois ans, Abd El Krim était entré en révolte contre l'Espagne dans les montagnes du Rif. En 1924, il invite ses compatriotes à se retourner contre la France.
Le gouvernement change de discours, Lyautey défait ses bagages.
Début 1924, Abd El Krim établit une ligne de postes fortifiés face aux Français. En avril, ce sont les premières attaques dans la région de l'Ouergha. Les troupes résistent difficilement. Deuxième offensive a lieu au début de l'été, visant l'est et l'ouest du premier front : Taza et Ouezzane ; l'offensive est à nouveau stoppée.
Abd El Krim avait promis d'être à Fès le 4 juillet, il n'y est pas. Le sultan Moulay Youssef y vient, et exhorte son peuple à la résistance. Une grande partie des tribus lui reste fidèle.
A l'automne, Lyautey reçoit le renfort de onze bataillons. Il est épuisé, dort quatre heures par nuit, demande l'envoi d'un général pour conduire les opérations. Le gouvernement choisit le général Naulin.
Lyautey souhaite ménager Abd El Krim. C'est incompréhensible pour le gouvernement, qui décide de décharger Lyautey de toute responsabilité militaire, et de nommer Pétain commandant en chef des forces armées.
Pétain est envoyé au Maroc en juillet 1925 pour évaluer la situation. Il y revient le 22 août avec les pleins pouvoirs. Il retire à Lyautey son état-major et lui signifie « que son temps est révolu et qu'il ne va pas tarder à être remplacé par un Résident civil ».

#### Démission et retour

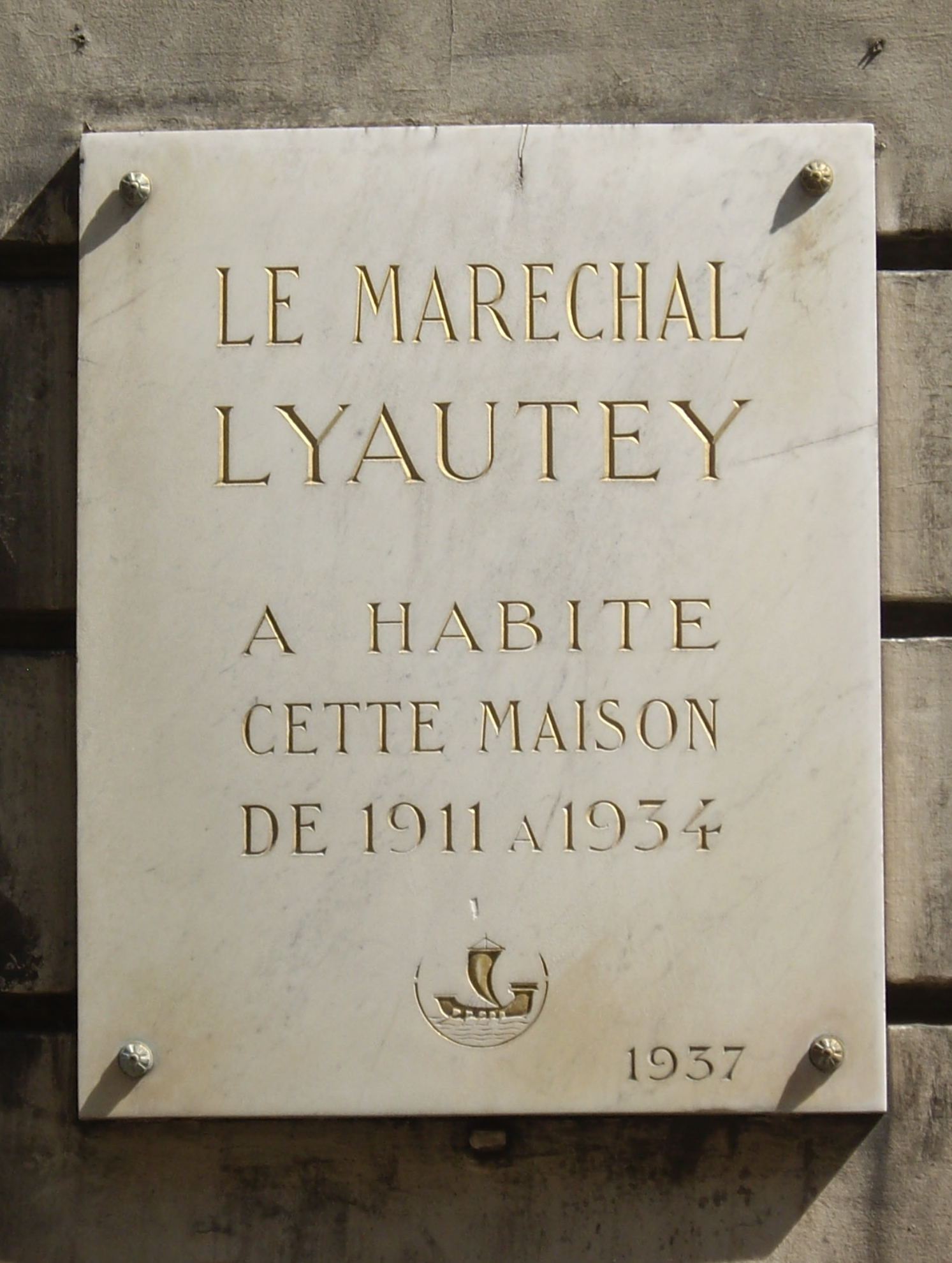
Plaque au domicile parisien du maréchal Lyautey, no 5 rue Bonaparte.

Il est convoqué à Paris fin août, reçoit la confirmation qu'on veut sa tête, et repart sans avoir vu les ministres.
Le 24 septembre, il rédige sa lettre de démission :

« Du jour où la menace rifaine s'est réalisée, je n'ai plus eu d'autre pensée que de tenir le coup avec les moyens réduits dont je disposais au début, et de sauver la situation. Aujourd'hui, on peut sincèrement affirmer que le danger est écarté et que, avec les effectifs à pied d'œuvre, l'avenir peut être envisagé avec confiance. C'est donc en toute sécurité de conscience que je demande à être relevé de mes fonctions. »

Le maréchal entame une tournée d'adieux de dix jours. Sa dernière entrevue, le 5 octobre, est pour le Sultan.
Le 12 octobre à Casablanca, il embarque sur l'Anfa.
A son arrivée à Marseille, aucune troupe, aucun officiel ne l'attendent, seulement quelques amis.
Le 21 septembre 1925, pendant cette période où Lyautey était encore résident général, Urbain Blanc, Secrétaire général du Protectorat, promulgue l'interdiction du commerce public des esclaves et précise les conditions de leur affranchissement.

### La fin de sa vie en Lorraine

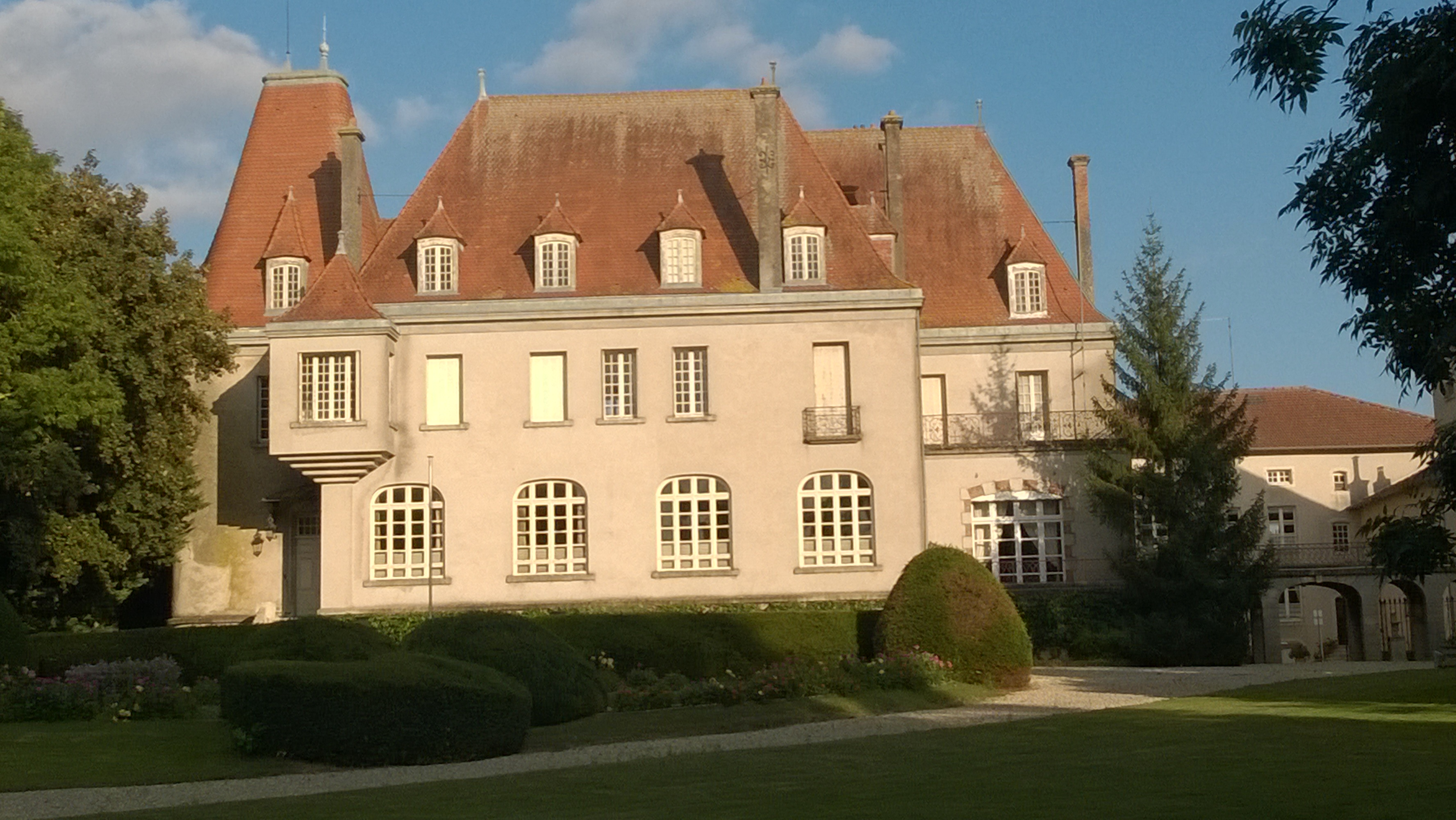
Château de Thorey.

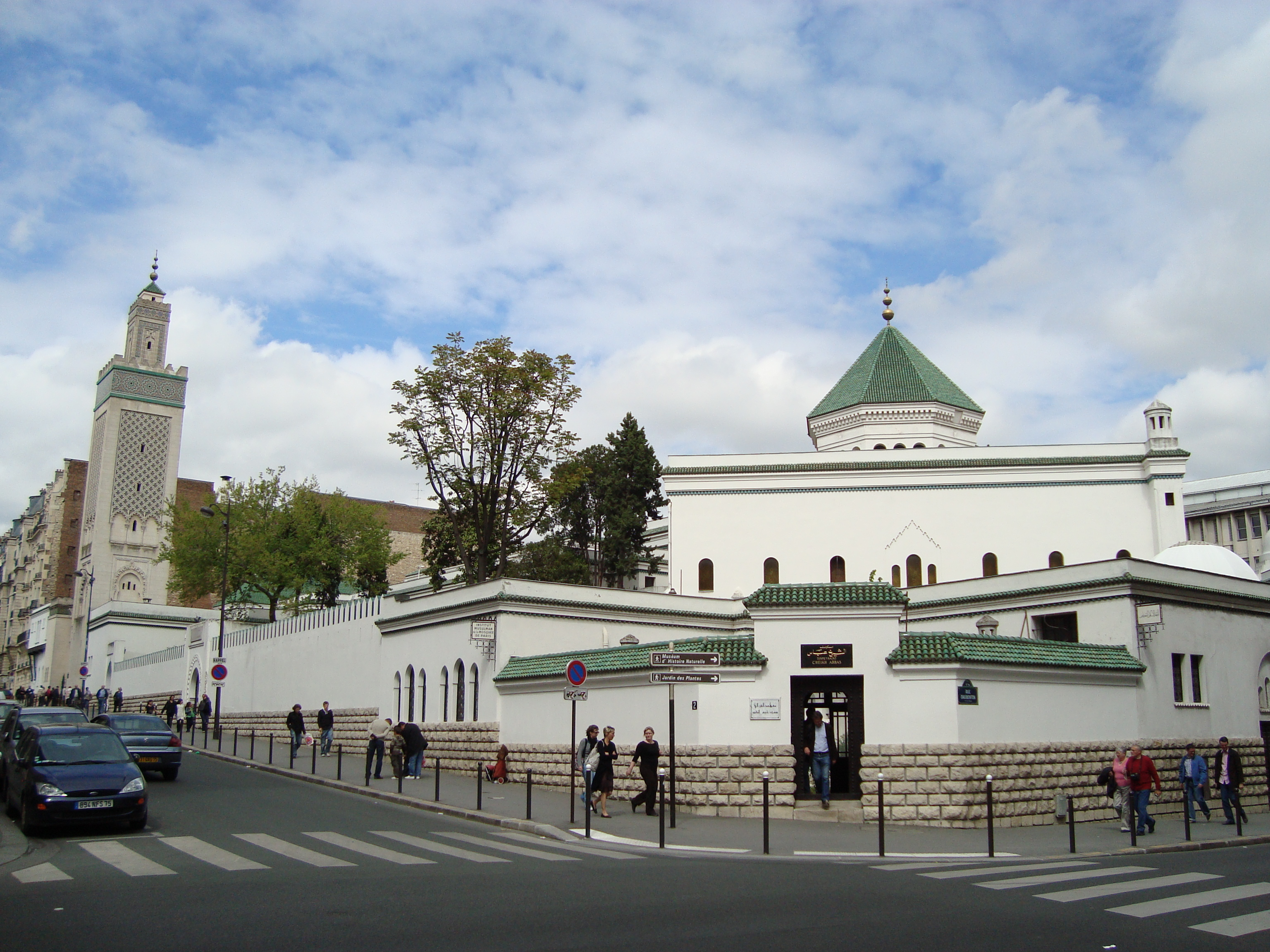
La Grande Mosquée de Paris.

Les troupes allemandes ayant incendié et pillé sa propriété familiale de Crévic, le maréchal s'installe à Thorey. Le village adjoint à son nom celui de son nouveau résident.
À partir de 1922, il y fait construire par Albert Laprade un château sur l'édifice d'une gentilhommière héritée de sa tante maternelle, Mlle de Villemotte, dont il était proche. Cette demeure comprend une grande bibliothèque, une salle marocaine et une salle lorraine, ornée des portraits des ducs. Il s'y installe en 1925, à 71 ans.
Il décide de s'intéresser de près à sa province de naissance. Il soutient le musée lorrain dont il préside la société d'amis. Il est membre de l'académie de Stanislas. Il fait construire un nouveau pavillon pour les étudiants catholiques de Nancy.
Chaque année, il fait dire une messe annuelle à la mémoire des ducs de Lorraine en l'église des Cordeliers de Nancy.
Le 15 juillet 1926, a lieu l'inauguration de la Grande Mosquée de Paris,. Lyautey n'est pas invité,,.

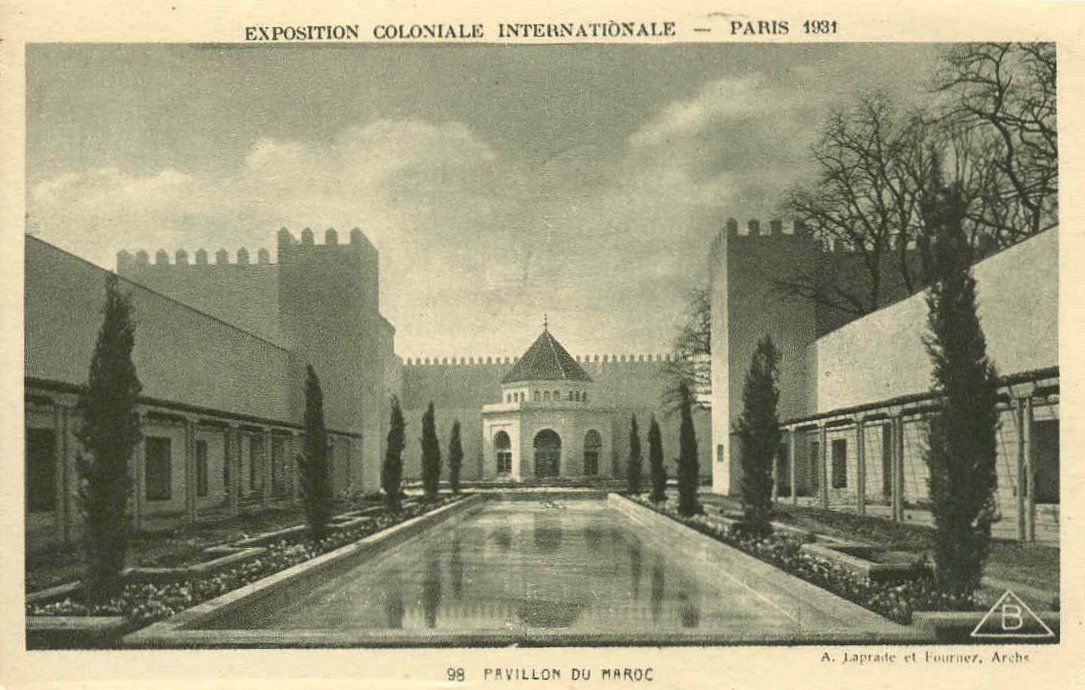
Pavillon du Maroc à l'Exposition coloniale

En 1927, il accepte le poste de commissaire général de l'Exposition coloniale, qui se tiendra à la Porte Dorée à Paris, en 1931. 33 millions de billets sont vendus.
Au milieu de ces constructions éphémères, trône le Palais de la Porte Dorée, un chef-d'œuvre art déco signé d'Albert Laprade, architecte de Lyautey au Maroc.
Après l'exposition, le palais abrite un musée des colonies, remplacé récemment par un musée de l'Histoire de l'immigration.
Le bureau de Lyautey, quintessence de l'art déco, a été conservé, mais sans son portrait par László, transféré au musée du Quai Branly. Il reste sur place une attraction voulue par lui : l'aquarium tropical.
En 1928, Lyautey préside le comité chargé de construire le monument Barrès (une lanterne des morts) sur la colline de Sion, voisine de Thorey. Il est inauguré en septembre 1928.
En 1929, en compagnie de Foch et de Fayolle, il encourage le colonel de La Rocque, à prendre la tête des Croix-de-Feu. Dans son importante étude sur les Croix-de-Feu, Albert Kechichian parle à propos de La Rocque de « ses nombreuses et chaleureuses séances de travail au domicile » [parisien] « du maréchal Lyautey, avec Robert Garric et Georges Lamirand, entre 1931 et 1933 ». Lyautey discute avec intérêt du programme des Croix-de-Feu mais reste prudent, selon Nobécourt, à l'égard d'un mouvement auquel il n'adhère pas. La Rocque, semble-t-il, cherche à le récupérer.
Jusqu'au début des années 1930, Lyautey est membre du conseil d'administration de l'École libre des sciences politiques.

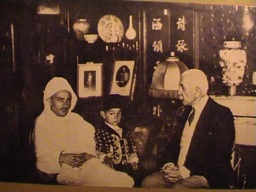
Le Sultan Mohammed chez Lyautey à Thorey

Il meurt à Thorey le 27 juillet 1934, à 79 ans. Quinze jours auparavant, il avait reçu la visite du Sultan du Maroc, accompagné de son jeune fils Hassan. À l'annonce de sa mort, le Sultan renonce à s'embarquer à Marseille, et revient s'incliner devant sa dépouille : « Il pleurait » dit André Maurois.
Lyautey avait demandé que ses obsèques aient lieu à Nancy et son inhumation au Maroc. Le gouvernement lui accorde des obsèques nationales.

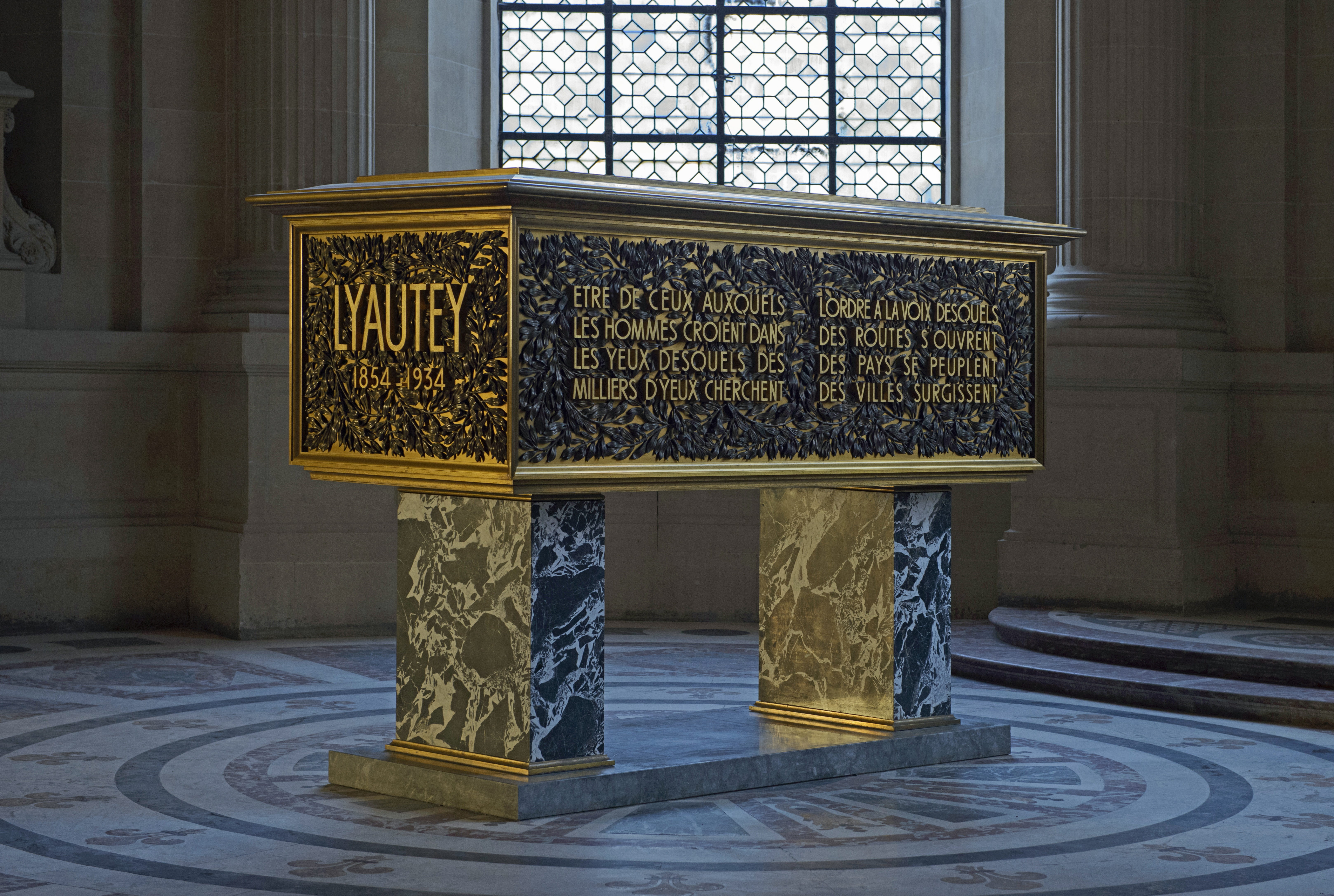
Tombeau de Lyautey aux Invalides

Un an après, sa dépouille est inhumée à Rabat:377-378, dans un mausolée.
En 1961, le Maroc s'inquiète du sort du mausolée de Lyautey. Le roi Mohammed V demande le rapatriement de la dépouille du maréchal. Son homme de confiance, Si Mammeri, vient à Paris et suggère que Lyautey repose aux Invalides. Le général de Gaulle accepte.
Son tombeau est dessiné par Albert Laprade, à la demande de Malraux. Les inscriptions gravées sur les côtés sont tirées de déclarations du maréchal.
D'un côté, est écrit en Français : « Être de ceux auxquels les hommes croient ; dans les yeux desquels des milliers d'yeux cherchent l'ordre ; à la voix desquels des routes s'ouvrent, des pays se peuplent, des villes surgissent ».
De l'autre côté, est écrit en Arabe : « Plus je vis au Maroc, plus je suis persuadé de la grandeur de ce Pays ».

## Parcours religieux
Dans les années 1880, le capitaine Lyautey est gagné par le scepticisme. Il écrit : « Je voudrais aimer Dieu, mais je n'arrive pas à le faire par gratitude » - 13 décembre 1875.
Il reste lié à son condisciple, le docteur Paul Michaux, figure emblématique de l'intelligentsia catholique parisienne, qui fonde en 1898 la Fédération gymnastique et sportive des patronages de France.
Durant sa vie d'homme, il entame un long cheminement spirituel, fasciné par le Dieu des idées (« Mais l'admiration n'est pas l'amour »), gardant son admiration pour l'Église et partageant la plupart de ses positions morales, sociales et politiques.
Dans sa vieillesse, en 1930, il redécouvre la foi par le scoutisme. Il rencontre le futur père Patrick Heidsieck, chef scout en route vers le sacerdoce. Une correspondance naît entre le jeune prêtre et le vieil officier.
Le jeudi saint 1930 (17 avril), après s'être confessé, il reçoit la communion du curé de Thorey ; il dit l’intensité de sa joie à Wladimir d'Ormesson.
À côté de Thorey, se trouve la « colline inspirée », Sion, lieu de pèlerinage ; le maréchal fréquentera le monastère et recevra chez lui les frères missionnaires oblats.

## Vie privée

### Selon les historiens
En 1907, le général Lyautey fait la connaissance d'Inès de Bourgoing. Il l'épouse deux ans plus tard, le 14 octobre 1909, à Paris.
La maréchale Lyautey est issue d'une vieille famille du Nivernais. À 18 ans, elle a épousé en premières noces le capitaine d'artillerie, Joseph Fortoul, qui se suicidera en 1900.
Elle fait preuve d'un grand dévouement, œuvre de concert avec son mari. Lyautey l'appelle « son meilleur collaborateur ».

### Homosexualité
Blacque-Belair mentionne cette hypothèse à propos de l'entourage de Lyautey en 1922. Il ajoute que certains membres de l'équipe ont « l'improbité prospère ».
Selon Marc Oraison, l'homosexualité de Lyautey serait avérée.
Selon Robert F. Aldrich, à partir des années 1970, des ouvrages français font mention d'une inclination à l'homosexualité dans les écrits de l'officier.
L'historien militaire Douglas Porch souligne le paradoxe des fréquentations de ce conservateur, proche de cercles artistiques dont les vues politiques étaient assez éloignées des siennes.
Christian Gury, dans son livre Lyautey-Charlus tente de démontrer que Lyautey aurait pu servir de modèle au baron de Charlus, le personnage d’À la recherche du temps perdu de Marcel Proust. A noter que le modèle généralement reconnu de Charlus est Robert de Montesquiou, et que la vie parisienne de Lyautey a été très limitée.
Guy Dupré évoque l'homosexualité de Lyautey dans son livre Les Manœuvres d'automne et Angelo Rinaldi en fait état plusieurs fois dans Service de presse.
Claude Arnaud, dans son livre, écrit que Lyautey aurait demandé à Jean Cocteau un exemplaire de son Livre blanc.
Lyautey est au centre de deux polars ésotériques parus au Maroc : Elmehdi Elkourti, Les Cinq Gardiens de la parole perdue, éditions Casa Express, 2013  (ISBN 9789954912256) (finaliste Prix Grand Atlas 2014) ; Noureddine Hany, Esprit chasseur : Le Secret des Maures vivants, éditions Aquila, 2019, p. 390 (ISBN 9789920684002) (répertorié par la Bibliothèque de l'Académie française des Sciences d'Outre-mer sous la cote 63.172 (recension d'octobre 2020).
Selon Arnaud Teyssier, d'autres auteurs parlent plutôt d'une « sensualité homophile », pour ne pas entacher sa réputation.

## Lyautey et les affaires étrangères
Toute sa vie, Lyautey s'intéressera à trois dossiers : la Turquie, l'Europe et les pays méditerranéens.

### La Turquie

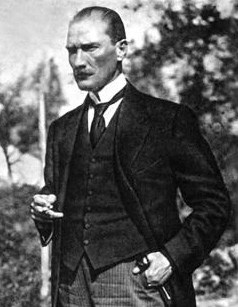
Mustafa Kemal

Il suit le dossier turc depuis l'entrée en guerre des puissances alliées contre ce pays en 1914. Le sultan Mehmed V n'est pas seulement un chef politique, il est aussi le Calife de l'Islam. Les Allemands l'ont poussé à déclarer la guerre sainte.
En 1920, Lyautey mesure les conséquences du traité de Sèvres, imposé à la Turquie : l'Empire ottoman est dépecé ; de nombreux pays sont créés artificiellement en application des accords Sykes-Picot de 1916 ; la Turquie est amputée et mise sous tutelle.
Les Turcs se révoltent alors sous la conduite de Mustafa Kemal, qui refuse le traité, va destituer le sultan, et installe sa capitale à Angora (future Ankara).
Le 21 décembre 1920, pour sauver l'amitié franco-turque, et, à travers elle l'amitié franco-arabe, Lyautey, envoie une lettre au président du Conseil, Georges Leygues. Selon Benoist-Méchin, il y critique le fait que les lieux saints soient passés sous le contrôle d'un État vassal des Occidentaux, fait part de l'inquiétude que ce conflit a suscitée chez les Marocains et réclame qu'une paix véritable soit recherchée avec la Turquie, qui « serait accueillie au Maroc avec un véritable soulagement. ».
Par l'intermédiaire d'une amie, Berthe Georges-Gaulis, il entre en contact avec Mustafa Kemal et tient le gouvernement au courant de ces échanges. Il obtient d'Aristide Briand l'envoi d'une mission parlementaire à Ankara, conduite par Henri Franklin Bouillon. Cette mission propose que la France se retire de la coalition des ennemis de la Turquie, considère le traité de Sèvres comme nul et non avenu, et accorde au peuple turc une paix équitable et l'indépendance.
La ratification de cet accord a lieu en octobre 1921. Le 25 décembre de la même année, Mustafa Kemal écrit à Lyautey :

« Parmi ceux qui, dans une claire vision des intérêts supérieurs de la France et de la situation qu'elle occupe dans la Méditerranée, se sont déclarés pour le maintien de la politique traditionnelle de la France au Proche-Orient, Votre Excellence figure au premier rang et nul ne doute que votre haute intervention ait fait pencher la balance dans ce sens. »

### L'Europe

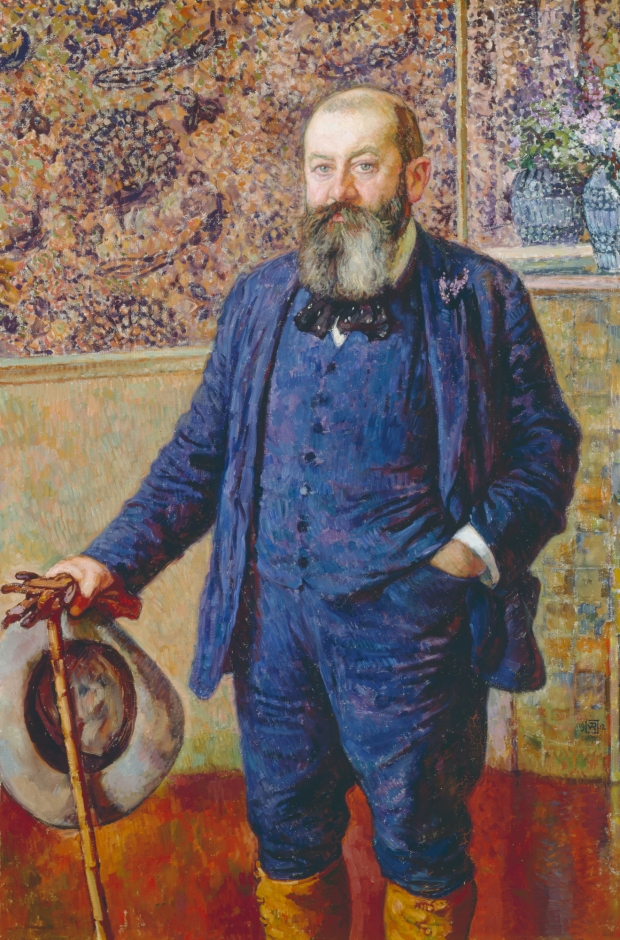
Émile Mayrisch, par Théo van Rysselberghe

De Lyautey jeune, Guillaume de Tarde dit : « Spectacle étonnant que celui de ce capitaine de cavalerie qui a horreur de la guerre et qui considère que le Pouvoir a pour objectif essentiel de l'éviter ».
Il lutte toute sa vie pour la paix en Europe. En 1897, il estime fratricide la guerre de 1870, « qui avait brisé dans l'œuf l'Europe unie, logique, historique que préparait le long travail des siècles. ». En 1914, il qualifie la guerre de « guerre fratricide ou de guerre civile européenne ».
Le 5 janvier 1919, il écrit à sa sœur, après l'armistice :

« On se grise follement de Metz et Strasbourg en perdant de vue tout ce qui importe le plus pour la reconstruction de demain. Je n'ai aucune confiance dans notre Premier [Clemenceau] pour le trop connaître… Sa haine jacobine des trônes l'emporte et lui a fait faire la pire faute, l'insulte gratuite à l'empereur d'Autriche il y a dix mois [le rejet de ses offres de paix, voir note 134] et ensuite la dislocation de cette même Autriche, sur qui il fallait construire notre point d'appui européen. Nous allons nous retrouver dans le vide entre l'Allemagne reconstituée en démocratie industrielle et impérialiste, l'Italie si fortifiée et que nous retrouverons avant peu recollée à l'Allemagne sans le contrepoids de l'Autriche, l'Espagne hostile par notre faute. »

Il fait des propositions en vue du traité de Versailles, propose la création d'un état indépendant en Sarre, demande que le Maroc participe à la signature du traité : c'est refusé.
En 1926, alors retraité à Thorey, avec son ancien collaborateur Pierre Viénot, il crée un Comité franco-allemand d'information. Son but est de lutter contre l'esprit revanchard de part et d'autre du Rhin, contre les campagnes de presse hostiles dans les deux pays, et tenter un rapprochement entre eux. Il est prévu que le comité siège au Luxembourg, hébergé par le groupe de Colpach de l'Européen convaincu Émile Mayrisch, dont Viénot va épouser la fille.
Dans le même temps, Lyautey accepte la présidence du Comité français de propagande aéronautique, fondé par André Michelin. Il va militer pour que la France ne se laisse pas distancer par l'Allemagne, tant en ce qui concerne l'aviation militaire que civile.
En 1929, il crée une émanation de ce comité : la Commission de défense aérienne s'occupera de défense passive contre les bombardements aériens. Elle deviendra, en 1931, la Ligue de défense aérienne, présidée par La Rocque.
En 1933, le danger nazi est prégnant ; Charles Maurras et ses amis prennent parti contre le nazisme. Un éditeur maurassien, Fernand Sorlot, décide de traduire Mein Kampf, sans l'autorisation de Hitler, et sans faire de coupes. La LICA, ancêtre de la LICRA, offre de partager le tirage. Lyautey approuve l'opération. La traduction paraît en février 1934, aux Nouvelles Éditions latines, avec un bandeau en couverture : « Tout Français doit lire ce livre, signé Lyautey ».
Les avocats d'Hitler obtiennent la saisie du livre. Une édition expurgée paraîtra en 1938.

### Le Maghreb

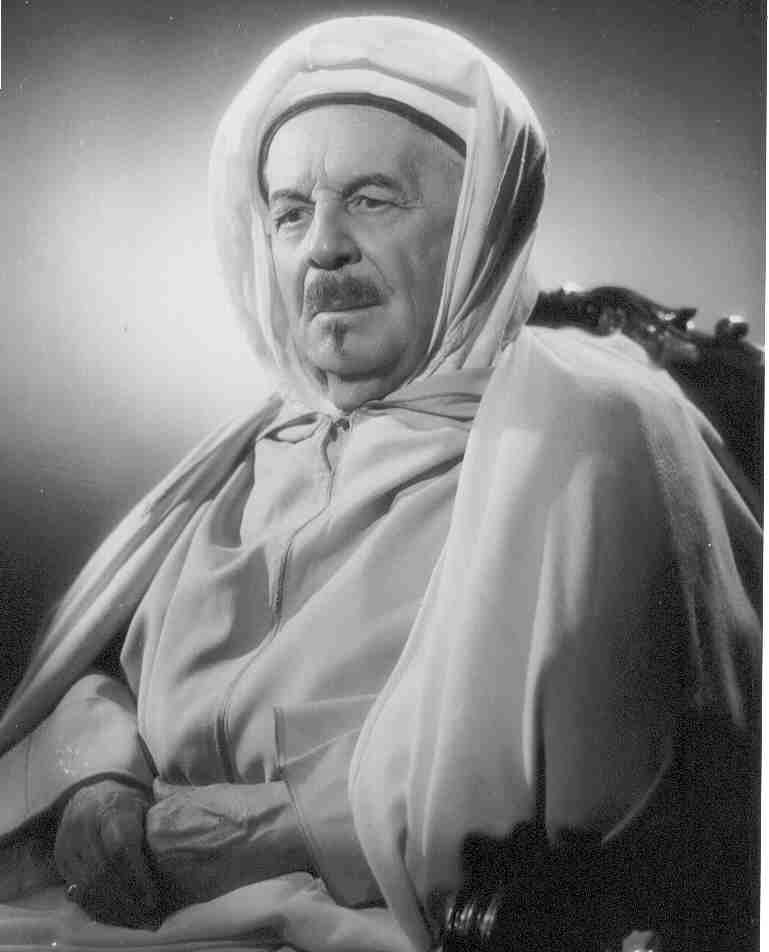
Si Kaddour ben Ghabrit.

En 1915, Lyautey songe à l'instauration d'un califat occidental, selon Jalila Sbai.
Mille ans auparavant, un tel califat a existé à Cordoue, porté par une branche des Omeyyades. Les saadiens descendant du Prophète par la branche dite chérifienne, l'un d'entre eux, Ahmed al-Mansour tente de se présenter comme calife.
A la fin du XIXe et au début du XXe siècle, pour faire pièce au sultan ottoman, les Anglais souhaitent nommer calife le chérif de La Mecque, Hussein ben Ali, appartenant à la dynastie hachémite.
Les Français, craignant que ce calife n'étende son pouvoir à l'Afrique du Nord, reprennent l'idée d'un califat occidental. Il pourrait étendre son influence aux nouveaux territoires sous mandat français du Proche-Orient.
Les responsables algériens s'y opposent, y voyant une tentative hégémonique de la France.
En 1916, Lyautey et les Anglais lancent une intervention militaire sur le Hedjaz. Elle est supervisée par un haut fonctionnaire du ministère des Affaires étrangères, spécialiste des questions religieuses : Si Kaddour Benghabrit : « Sur des instructions confidentielles de Lyautey, il va jouer un rôle à la fois d'ambassadeur informel de France à La Mecque, et surtout de véritable commissaire politique et religieux du détachement français. ».
Cette expédition a un objectif militaire : stopper et même repousser les Ottomans, qui ont le contrôle de la région ; un objectif religieux : faciliter les pèlerinages vers les lieux saints. En l'absence de toute hygiène et de toute structure médicale, les épidémies prolifèrent et l'infrastructure hôtelière y est très insuffisante ; et un objectif politique : aider matériellement le chérif des lieux saints, Hussein ben Ali. Contrôler à deux le futur calife limiterait les risques.
Le chef de la mission militaire est le colonel Édouard Brémond, ancien du Maroc de 1907 à 1914. Il a sous ses ordres une cinquantaine d'officiers et sous-officiers, dont plusieurs sont musulmans. Un millier d'hommes est tenu en réserve du côté de Suez.
Le déroulement et le bilan de la mission sont décrits par Pascal Le Pautremat dans son article.
L'objectif religieux, l'accueil des pèlerins, est un succès : Si Kaddour arrive à contourner l'interdiction d'acheter des immeubles faite à des chrétiens. Une société ad hoc est créé, la Société musulmane des Habous des lieux saints, contrôlée par des musulmans d'A.F.N.. Elle va racheter des immeubles pour les transformer en hôtels, à Médine et à La Mecque. Les premiers pèlerinages commencent en septembre 1916 ; le paquebot Orénoque est affrété pour les transporter. Si Kaddour se heurtera à un agitateur qui a distribué une brochure aux pèlerins. Elle explique que les Français vont s'emparer de la Kaaba pour la transporter au Musée du Louvre !
La mission échoue sur les plans politique et militaire. Le chérif Hussein avait demandé l'aide des Français, autorisé une force militaire à opérer sur place, mais il revient sur sa décision. Lawrence d'Arabie considère que la France opère sur sa chasse gardée, et va entraver son action. En 1917, le gouvernement transfère son effort militaire du Hedjaz à la Palestine. Lyautey en restera amer à l'égard de nos alliés.
En 1922, profitant de l'effacement de l'Allemagne et du mandat français au Liban, Lyautey veut lancer une fédération franco-musulmane des pays de la Méditerranée, sans succès. Il obtient de Millerand l'institution d'une conférence annuelle des gouverneurs et résidents généraux d'Afrique française du Nord, pour coordonner leurs actions.

## Opinions politiques et citations
Lyautey est d'origine aristocratique par sa mère, descendant de Saint Louis. Il est monarchiste, légitimiste. Son père reste orléaniste.
L'aïeule de Lyautey, pour ses 80 ans, aurait déclaré devant sa descendance rassemblée : « Vous êtes ici plusieurs centaines, et je bénis le ciel que, s'il y a des légitimistes, des orléanistes, des bonapartistes, il ne se trouve pas un seul républicain. ».
Il éprouve une inclination pour le « comte de Chambord ». Au Maroc, il fréquente les membres de la famille d'Orléans qui y résident. Il a des liens d'amitié et d'estime avec le roi Alphonse XIII d'Espagne. Il a du respect, comme certains Lorrains, pour les descendants de leurs anciens ducs, membres de la Maison de Habsbourg-Lorraine.
A la fin des années 1890, il obtient un entretien privé avec le pape Léon XIII. Il se rallie alors à la République et accepte de la servir, sans renier ses convictions.
En 1897, il affirme que la France est forte malgré la République, à cause de la qualité de son peuple : « Il faut que la pâte individuelle française soit d'une rude qualité pour avoir résisté à un régime pareil ».
« Moi, je suis un homme du Nord, un Lorrain, un Normand, un Rhénan ; il y a de tous ces sangs-là dans mon sang ; mais rien qui vienne d'au-dessous de la Loire… Je n'ai jamais pu regarder un Toulousain comme un compatriote. »
« […] Dieu sait si j'aime la Lorraine – c'est mon pays… Mais quand je sortais de Lorraine pour aller en Alsace, je trouvais un ordre, une propreté, une discipline qui contrastaient avec le fumier des rues de nos villages, le laisser-aller. L'Alsace m'offrait le spectacle de tout ce que j'aime dans la vieille France et de tout ce que j'admire dans l'Allemagne – ce qu'il y a de meilleur dans l'une et dans l'autre… Je n'aime pas la Prusse. Mais l'Allemagne, c'est un grand peuple et qui a fait de grandes choses. Et j'espérais que tout cela serait maintenu dans l'Alsace, étendu à toute la France pour son profit… »
 L'Alsace, la Lorraine – les « pays », quoi… c'est du réel, de l'humain… Après la guerre, j'avais cru, j'avais espéré qu'en respectant là-bas ce qu'il fallait respecter, on pourrait faire quelque chose d'intéressant, de neuf, dont le reste du pays aurait pu ensuite s'inspirer et aurait recueilli le bénéfice. Un régionalisme vivant, souple, aéré… Mais non ! Il fallait tout centraliser, tout unifier, tout ramener au gabarit, et cette illusion-là est allée rejoindre les autres illusions de la victoire »
En 1895, Lyautey doute de la culpabilité de Dreyfus : « Ce qui ajoute à notre scepticisme, c'est qu'il nous semble discerner là une pression de la soi-disant opinion ou plutôt de la rue, de la tourbe […] Elle hurle à la mort contre ce Juif, parce qu'il est Juif et qu'aujourd'hui, l'antisémitisme tient la corde ».
Clemenceau s'en est souvenu. Il soutient souvent Lyautey au cours de sa carrière ministérielle, et à la présidence de la Commission des armées. Le général Mordacq, chef de cabinet de Clemenceau et connaissant le maréchal depuis le Tonkin en 1895 : « « le Tigre » aurait regretté la mise à l'écart de Lyautey puis son départ du Maroc lors de la guerre du Rif, où le gouvernement dit le « cartel des gauches » lui adjoignit sur le plan militaire Philippe Pétain, ce qui le poussa à donner sa démission. »
Lyautey parle de l'État-major comme : « Coteries d'admiration mutuelle, adorateurs des clichés et des formules, à l'écart des grands courants sincères que la troupe seule révèle, forts en thème, portant au Ministère, près du haut commandement, les petites vilenies de collège, flatteries au pion, recherche du satisfecit, rétractation de la personnalité et de l'indépendance d'esprit. C'est pourquoi, il y a quatre ans, sitôt le pied sur le bateau, il m'a paru que je m'échappais d'une geôle ».
Il déclare à Albert Laprade : « Quelle chance vous avez d'être architecte ! Au moins de vous il restera des pierres, des arbres énormes. Tandis que de moi, il ne restera rien. Les hommes sont des ingrats ».
Il déclare au député Birot qui considère le Maroc comme une « colonie française » : « Alors que nous sommes en Algérie depuis plus de quatre-vingt ans, en Tunisie depuis trente-cinq ans, nous n’avons pris pied au Maroc qu’il y a huit ans, et notre protectorat y date de moins de quatre ans »

## Devise
Sa devise est attribuée au poète anglais Percy Bysshe Shelley.
En fait, elle est tirée de William Shakespeare : « La joie de l'âme est dans l'action. »

## Distinctions, décorations et honneurs

### Académies

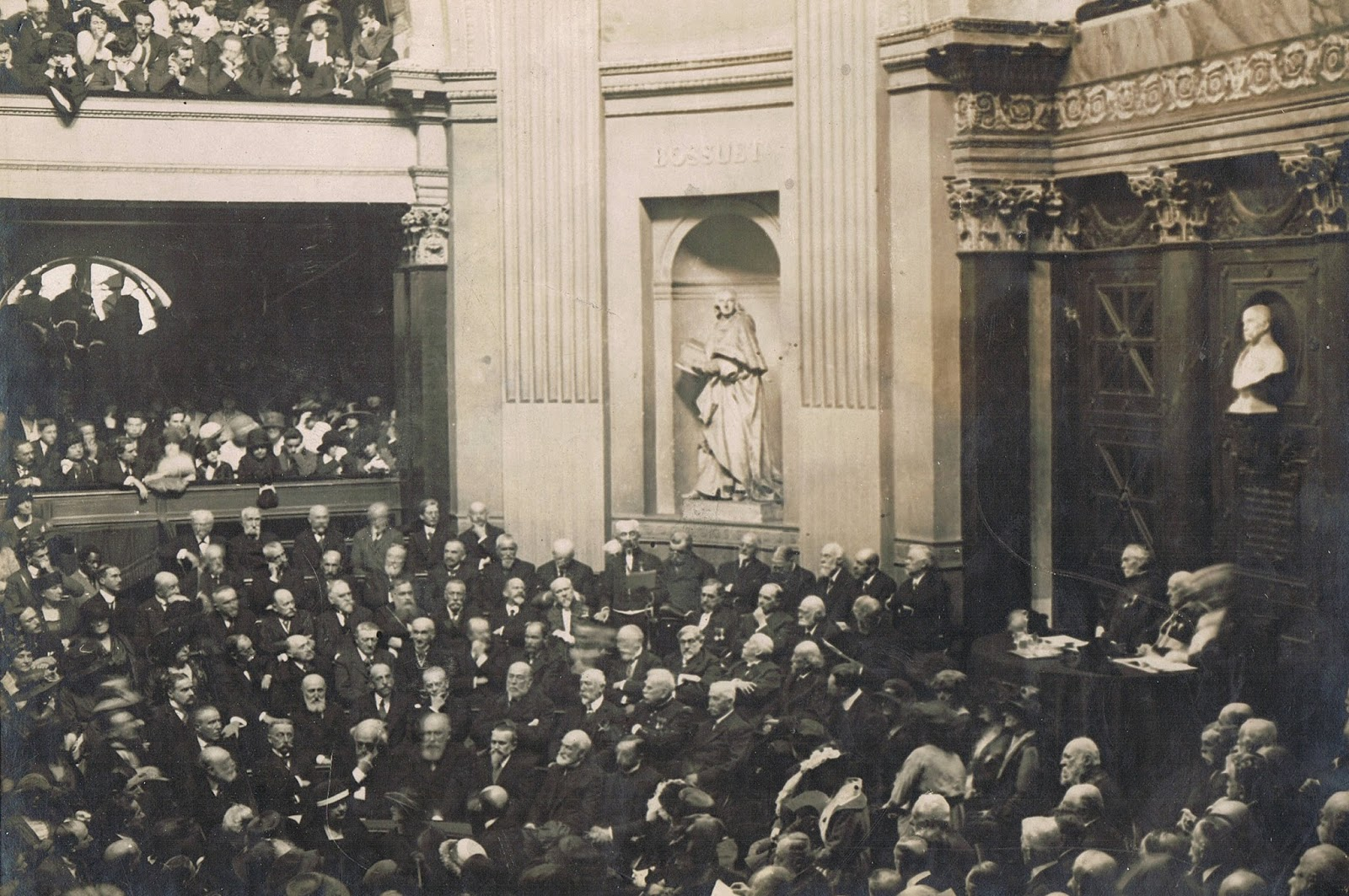
Réception de Lyautey à l'Académie française. Louis Duchesne, à droite, préside la séance

Il est élu (avec 27 voix) à l'Académie française le 31 octobre 1912 au fauteuil 14. Sa réception aura lieu après la guerre, le 8 juillet 1920. L'historien moderniste, Louis Duchesne, prononce son discours de réception.
Il est associé-correspondant de l'académie de Stanislas depuis 1900.
Il est à l'origine de la fondation de l'académie des sciences d'outre-mer en 1923, et y est élu membre titulaire.

### Décorations françaises et étrangères
Le 17 septembre 1913, il est fait grand-croix de la Légion d'honneur.
Le 15 septembre 1915, il reçoit la médaille militaire.
Parmi ses autres décorations : officier du Mérite agricole, grand cordon de l'Ordre de Léopold de Belgique, officier de l'Ordre du Soleil levant (Japon), chevalier de l'Ordre du Christ (Portugal) et de l'Ordre de Saint-Stanislas de Russie, commandeur de l'Ordre royal du Cambodge, de l'Ordre du Dragon d'Annam et de l'Ordre de l'Étoile d'Anjouan. Au Maroc, il a reçu la médaille coloniale avec barrettes, la médaille commémorative du Maroc, l'Ordre du Mérite militaire chérifien et le grand cordon du Ouissam Alaouite.

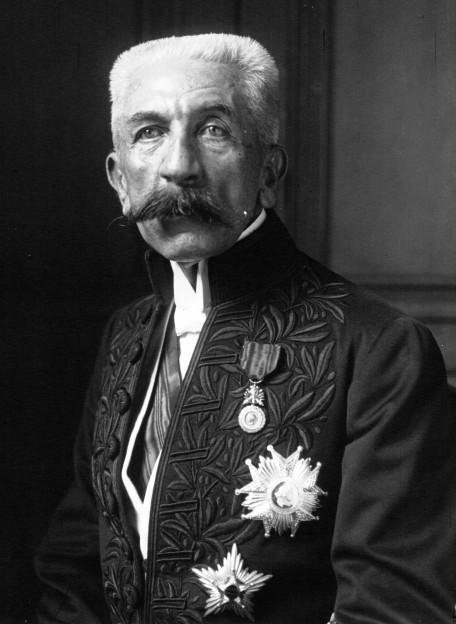
Lyautey, académicien, en 1920. Il porte la plaque de grand-croix de la Légion d'honneur, la médaille militaire et le Ouissam Alaouite.

Le 19 février 1921, il est élevé à la dignité de maréchal de France.
Le même jour, il reçoit du prétendant orléaniste au trône de France, Philippe d'Orléans, la plaque de l'ordre du Saint-Esprit.
En 1930, il est élevé à la dignité de grand-croix de l'ordre de Saint-Grégoire-le-Grand (Vatican).

#### Décorations françaises
- France
  -  Grand-croix de la Légion d'honneur (1913)
  -  Médaille militaire (15 septembre 1915)[n 17]
  -  Croix de guerre 1914-1918
  -  Officier de l'ordre du Mérite agricole
  -  Officier de l'ordre du Mérite maritime
  -  Médaille coloniale
- Protectorat français du Cambodge
  -  Commandeur de l'ordre royal du Cambodge
- Indochine française
  -  Commandeur de l'ordre du Dragon d'Annam
- Colonie de Madagascar et dépendances 
  -  Commandeur de ordre de l'Étoile d'Anjouan
- Décoration dynastique
  - Modèle:Déco Chevalier de l'ordre du Saint Esprit[n 18]

#### Décorations étrangères
- Vatican

Armoiries en tant que chevalier de l'Ordre de Charles III d'Espagne.

  -  Grand-croix de l'ordre de Saint-Grégoire-le-Grand
- Belgique
  -  Grand cordon de l'ordre de Léopold
- Royaume d'Espagne
  -  Grand-croix avec collier de l'Ordre de Charles III
- Portugal
  -  Chevalier de l'ordre du Christ
- Empire du Japon
  -  Officier de l'ordre du Soleil levant
- Empire chérifien
  -  Grand cordon de l'ordre du Ouissam alaouite
  -  Ordre du Mérite militaire chérifien
- Empire russe
  -  Chevalier de l'ordre de Saint-Stanislas

### Fonctions honorifiques
En 1911, il est membre du comité de patronage des Éclaireuses Éclaireurs de France, ainsi que de celui des Éclaireuses et Éclaireurs unionistes de France,
En 1922, il entre au Conseil supérieur de la guerre.
En 1926, il est président du Comité français de propagande aéronautique créé à l'initiative d'André Michelin.
En 1927, il est commissaire général de l'exposition coloniale internationale. Elle se tient en 1931. Il fait construire le Palais de la Porte Dorée. Son portrait par Laszlo était accroché dans ce bâtiment.
Le 9 avril 1927, il est élu membre du Jockey Club, parrainé par le duc de Doudeauville et par le général de Mac Mahon, duc de Magenta.
En 1929, il est président d'honneur des scouts de France. Le château de Thorey-Lyautey abrite aujourd'hui un musée du scoutisme.

## Héritage
Dans une déclaration faite le 14 avril 1925 au conseil de politique indigène, Lyautey déclare :

« Il est à prévoir… que dans un temps plus ou moins lointain, l'Afrique du Nord évoluée, civilisée, vivant de sa vie autonome se détachera de la Métropole. Il faut qu'à ce moment-là - et ce doit être le but suprême de notre politique - cette séparation se fasse sans douleur et que les regards des indigènes continuent toujours à se tourner avec affection vers la France… Je n'ai pas cessé d'espérer créer entre ce peuple et nous un état d'âme, une amitié, une satisfaction intime qui font qu'il restera avec nous le plus longtemps possible, mais qui auront pour résultat final que si les événements le détachent politiquement de nous, toutes ses sympathies resteront françaises. C'est la pensée avec laquelle je vis, qui me porte. »

Homme politique classé à gauche et ancien ministre, Théodore Steeg succède à Lyautey en 1925. Il rétablit la primauté des civils sur les soldats, amplifie la colonisation officielle financée par l'État et ouvre grand les vannes du fonctionnariat. Entre le départ de Lyautey jusqu'à l'indépendance, les terres de colonisation vont presque doubler.
Lucien Saint lui succède : responsable du dahir berbère de 1930, il applique le principe « diviser pour régner » et suscite des réactions nationalistes.
En 1936, Pierre Viénot, ancien collborateur de Lyautey, est désigné comme ministre de tutelle. Il nomme deux de ses collègues au Maroc : Charles Noguès comme Résident général et Aimery Blacque-Belair comme directeur du Tourisme, leur donnant secrètement la mission de maintenir des contacts avec les nationalistes.

## Hommages
En 1931, à Paris, le sultan Mohammed ben Youssef déclare :

« En venant admirer l'Exposition Coloniale, cette belle réussite de votre génie, il nous est particulièrement agréable de profiter de cette occasion pour apporter notre salut au grand Français qui a su conserver au Maroc ses traditions ancestrales, ses mœurs et ses coutumes, tout en y introduisant cet esprit d'organisation moderne sans lequel aucun pays ne saurait vivre désormais. Pouvons-nous oublier, en effet, qu'à votre arrivée au Maroc, l'empire chérifien menaçait ruine. Ses institutions, ses arts, son administration branlante, tout appelait un organisateur, un rénovateur de votre trempe pour le remettre dans la voie propre à le diriger vers ses destinées. »

Le 10 mai 1961, à l'occasion du transfert des cendres du maréchal aux Invalides, le général de Gaulle déclare :

« Dans un monde où tout change, la flamme qui l'animait est vivante, l'exemple qu'il donna reste bon, la leçon qu'il a léguée demeure féconde. Vingt sept années après sa mort… voici qu'il nous apparaît comme un homme d'à présent, car ce que fit ce grand romantique de la pensée et de l'action porte l'empreinte d'une œuvre classique, c'est-à-dire valable en tous cas et en tous temps parce que ce fut une œuvre immense. »

La compagnie Paquet, qui dessert le port de Casablanca depuis Marseille, a lancé en 1924 un paquebot Maréchal Lyautey. Il est construit aux chantiers navals de la Seyne-sur-Mer. Il est remplacé en 1952 par un paquebot Lyautey, construit aux mêmes chantiers.
Le 24 mai 1932, par arrêté viziriel, la ville marocaine de Kénitra, à 30 km environ au nord de Rabat), objet de tous les soins du maréchal (urbanisme et port fluvial), devient Port-Lyautey, jusqu'à la fin du protectorat. Elle fut ensuite rebaptisée « Kénitra ». En 1936, Marcel L'Herbier y tourne le film Les Hommes nouveaux, d'après le roman de Claude Farrère, avec Gabriel Signoret dans le rôle de Lyautey.
Au Maroc, le lycée Lyautey de Casablanca est l'un des plus grands lycées français de l'étranger. La direction commande un portrait du maréchal Lyautey. Il est réalisé dans les années 1990. Il soulève un débat parmi les élèves quant au regard à porter sur l'œuvre et les responsabilités du maréchal Lyautey.
Un hôpital militaire, à Strasbourg, a porté le nom de Lyautey. Il est aujourd'hui fermé.
Dans le foyer étudiant du GEC à Nancy, un bâtiment porte son nom ainsi que sa signature gravée sur le béton, ainsi que des écoles élémentaires à Allonnes, Caen, Riedisheim et Vichy, et un collège à Contrexéville.
La corniche Lyautey du lycée militaire d'Aix-en-Provence est placée sous son patronage depuis 1956.
La 17e promotion du collège interarmées de défense porte son nom, ainsi que le 1er escadron du 4e régiment de chasseurs basé à Gap (Hautes-Alpes) (qui a été commandé par lui).
Plusieurs troupes de scouts portent son nom.
En 1947, Fernand Chaussat écrit une pièce radiophonique en deux actes consacrée à Lyautey. En 1980, Gilles Grangier réalise un téléfilm en plusieurs épisodes intitulé L'Aéropostale, courrier du ciel. Le rôle de Lyautey est expliqué. Le téléfilm est diffusé de décembre 1980 à janvier 1981.
Devant l'ancienne gendarmerie de Nancy, s'élève une statue d'Hubert Lyautey sculptée par François Cogné.

## Œuvres
- Le rôle social de l’officier, 1891
- Du rôle colonial de l'armée, 1900, lire en ligne sur Gallica
- Dans le Sud de Madagascar, pénétration militaire, situation politique et économique, 1903, lire en ligne sur Gallica
- Lettres du Tonkin et de Madagascar : 1894-1899, tome I, 2e édition 1920, lire en ligne sur Gallica
- Paroles d'action : 1900-1926, 1927
- Lettres du Tonkin , 1928, illustrée par Jean Bouchaud - éditions nationales (Paris), lire en ligne sur Gallica
- Lettres de jeunesse : 1883-1893, 1931
- Vers le Maroc : lettres du Sud-Oranais : 1903-1907, posthume, 1937, lire en ligne sur Gallica
- Notes de jeunesse : 1875-1877, dans Rayonnement de Lyautey, posthume, 1947
- Albert De Mun - Hubert Lyautey : Correspondance (1891-1914), Paris, Société de l'Histoire de France, 2011.

## Armoiries
| Figure | Blasonnement                                                                                     |
|        | D'azur à une foi d'or sommée d'un soleil du second et soutenus de trois cinquefeuilles d'argent. |